# 曼島
馬恩島（英語：Isle of Man，或），也被稱為曼恩（英語：Mann），是一個島國，同時也是自治的英國王室屬地，位於大不列顛島和愛爾蘭島之間的愛爾蘭海。英國君主擁有馬恩島領主的頭銜並由一名曼島副總督代表。英國負責該島的軍事防禦並在國外代表它。
自公元前6500年以來，一直就有人生活在島上。蓋爾文化的影響始於公元5世紀，當時跟隨聖博德教導的愛爾蘭傳教士開始定居該島，並且出現了蓋爾語的一個分支馬恩島語。在627年，諾森比亞國王埃德溫征服了馬恩島連同麥西亞的大部分地區。9世紀，諾斯人建立了海上霸權群島王國，其中包括馬恩島。在1093年至1103年在位的的挪威國王馬格努斯三世，曾在1099年至1103年之間作為曼恩和群島國王統治。
在1266年，根據珀斯條約，挪威國王馬格努斯六世將他對曼恩的宗主權賣給了蘇格蘭國王亞歷山大三世。在蘇格蘭和英格蘭國王交替統治一段時間後，該島於1399年落入英格蘭王室的封建領主之下。在1765年大不列顛王室重新獲得該主權，但該島並未成為18世紀的大不列顛王國及其繼承者大不列顛及愛爾蘭聯合王國和今天大不列顛及北愛爾蘭聯合王國的一部分。它始終保持內部自治。在1881年，馬恩島議會廷瓦爾德成為世界上第一個賦予在大選中婦女投票權的國家立法機關，儘管這將已婚婦女排除在外。
馬恩島經濟因其避稅天堂和離岸銀行目的地的地位而得到支撐。保險和在線賭博各佔國民生產總值的17%，其次是信息及通信技術和銀行業，各佔9%。曼恩政府制定了一項戰略，需要採取“全島方法”來解決洗錢、金融犯罪和恐怖主義融資等嚴重問題。在國際上，馬恩島以曼島TT機車比賽和曼島貓而聞名，曼島貓是一種短尾巴或沒有尾巴的品種 。在2016年，聯合國教科文組織授予馬恩島生物圈保護區地位。

## 名稱
馬恩島的馬恩島語名稱是：是一個馬恩島語單詞，意思是“島”；在屬格中出現為，帶有輔音變化，因此，“曼島”。英語中使用的縮寫形式拼寫為或。最早記錄的馬恩島語形式的名字是或。
這個名字的古愛爾蘭語形式是或。古威爾斯語記錄將其命名為，這也反映在中，這是英國北部沿福斯灣下游的一個古老地區的名稱。
已知最古老的對該島的參考在拉丁語中稱為（尤利烏斯·凱撒，公元前54年）；在公元1世紀，老普林尼將其記錄為或，托勒密（2世紀）在通用希臘語中將其記錄為Monœda（Mοναοιδα，Monaoida）或（Monarina）。
後來的拉丁文參考文獻有或 （奧羅修斯，416年），
和愛爾蘭作家的或。它在冰島人薩迦中以的形式出現。
該名稱可能與安格爾西島的威爾斯語名稱同源，
通常源自海島凱爾特語支中的“山”字（反映在威爾斯語，布列塔尼語，和蘇格蘭蓋爾語），
來自原始凱爾特語*moniyos。
這個名字至少與愛爾蘭神話中的Manannán mac Lir（對應於威爾斯的）的名字有關。在最早的愛爾蘭神話文本中，Manannán是異界的國王，但9世紀的Sanas Cormaic以歐赫邁羅斯主義的方式將Manannán描述為“居住在馬恩島並為其命名的著名商人”。後來，Manannán在馬恩島的一首詩中被記錄為第一位曼恩國王（日期為1504年）。

## 歷史

1100年左右的群島王國

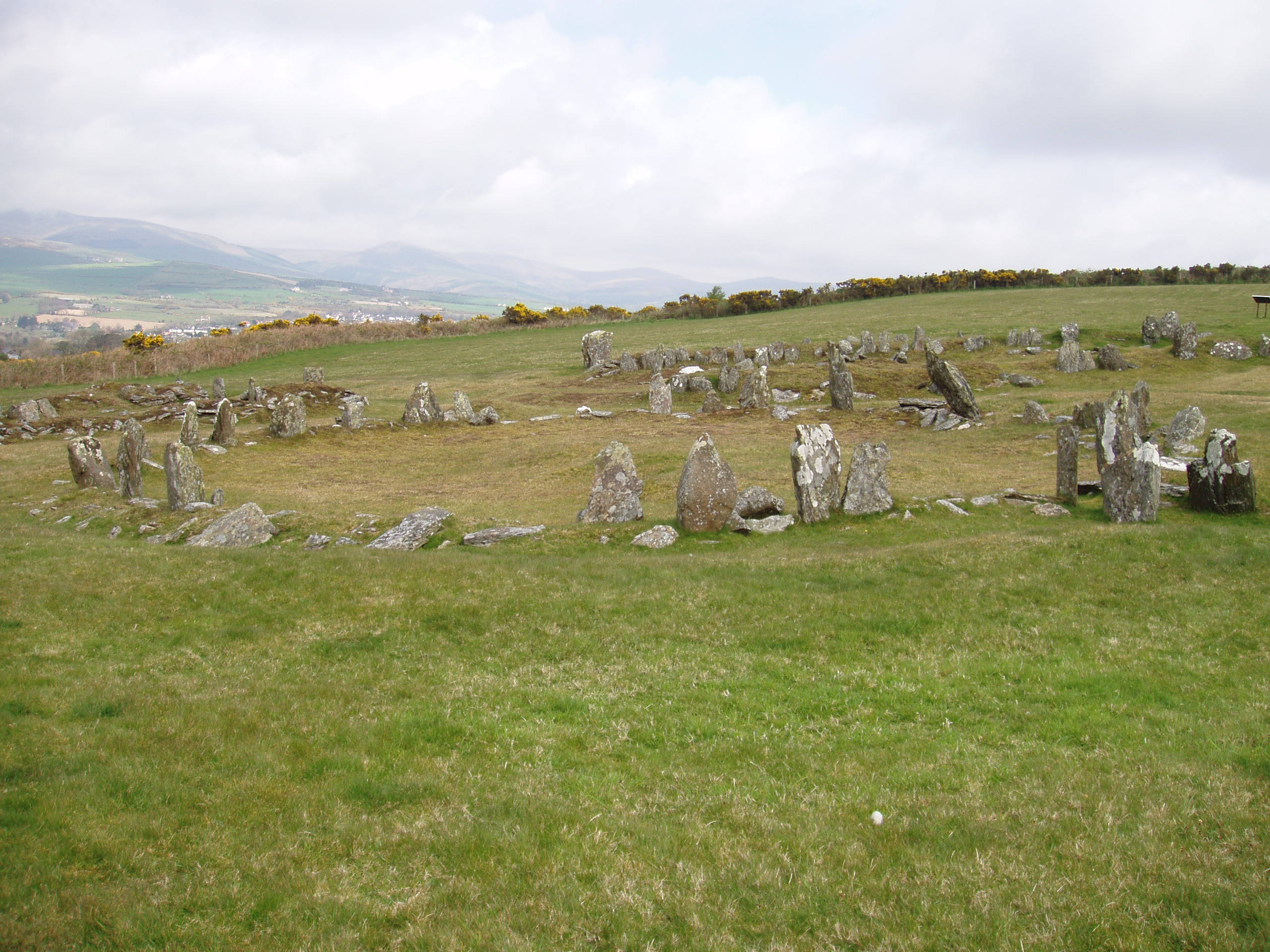
位於馬恩島中部的畢拉德，有一個凱爾特-北歐圓屋和兩個長屋的遺跡，約公元650-950年

由於冰河時代結束後海平面上升，該島在公元前8000年左右與周圍島嶼隔絕。公元前6500年之前，人類通過海上旅行將其殖民。第一批居民是狩獵採集者和漁民。他們的工具示例保存在馬恩島博物館。
新石器時代標誌著農業的開始，人們開始建造巨石紀念碑，如莫霍爾德附近的卡斯塔爾恩阿德、拉克西的奧里國王墓、克雷尼亞甚附近的穆爾山和聖莊斯的巴拉哈拉石。還有當地的朗奴士威和班恩文化。
在青銅時代，墓葬的大小減少了。人們將屍體放入帶有裝飾容器的石砌墳墓中。青銅時代的墓葬作為鄉村周圍的長期標誌倖存下來。
古羅馬人知道這個島，並稱它為。在羅馬統治不列顛尼亞省的四個世紀期間，羅馬軍隊控制了愛爾蘭海，為農產品從安格爾西島的生產性農場到英格蘭-蘇格蘭邊境的羅馬定居點提供了安全通道。在曼恩身上只發現了幾件羅馬文物，這表明曼恩在不列顛時代缺乏戰略價值。曼恩島上尚未發現羅馬燈塔或信號塔。
大約在公元5世紀左右，從愛爾蘭的大規模移民促成了蓋爾語化的進程，歐甘字母銘文證明了這一過程，並且馬恩島語得以發展。它是一種與愛爾蘭語和蘇格蘭蓋爾語密切相關的蓋爾語。
在7世紀，曼恩受到盎格魯-撒克遜的控制，特別是諾森比亞國王埃德溫，他從那裡發動了對愛爾蘭島的襲擊。諾森布里亞人對曼恩的影響有多大尚不得而知，但曼恩的地名很少有古英語起源。
維京人於8世紀末到達。他們建立了廷瓦爾德並引入了許多仍然存在的土地劃分。1266年，挪威國王馬格努斯六世在珀斯條約中將這些島嶼割讓給蘇格蘭。但直到1275年，蘇格蘭對曼恩的統治才穩固確立，當時馬恩島人在卡斯爾敦附近的朗奴士威戰役中被擊敗。
1290年，英格蘭國王愛德華一世派沃爾特·德·亨特科姆佔領曼恩。它一直在英格蘭人手中，直到1313年，羅伯特·布魯斯在圍攻拉申城堡五週後將其拿下。1314年，它被阿蓋爾的約翰·巴卡赫重新佔領。1317年，馬恩島領主和第一代馬里伯爵托馬斯·倫道夫為蘇格蘭人重新奪回了它。直到1333年，它一直由蘇格蘭人持有。此後幾年，控制權在王國之間來回傳遞，直到1346年英格蘭人最後一次奪取它。英格蘭王室將其對該島的統治委託給了一系列領主和巨頭。廷瓦爾德在各方面通過了有關該島政府的法律，並控制了其財政，但必須得到馬恩島領主的批准。
1866年，馬恩島獲得了有限的自治權，通過部分民主選舉進入鑰匙院，但立法局由官方任命。此後，民主政體逐步擴大。
馬恩島已將250多處歷史遺跡指定為註冊建築。

## 地理

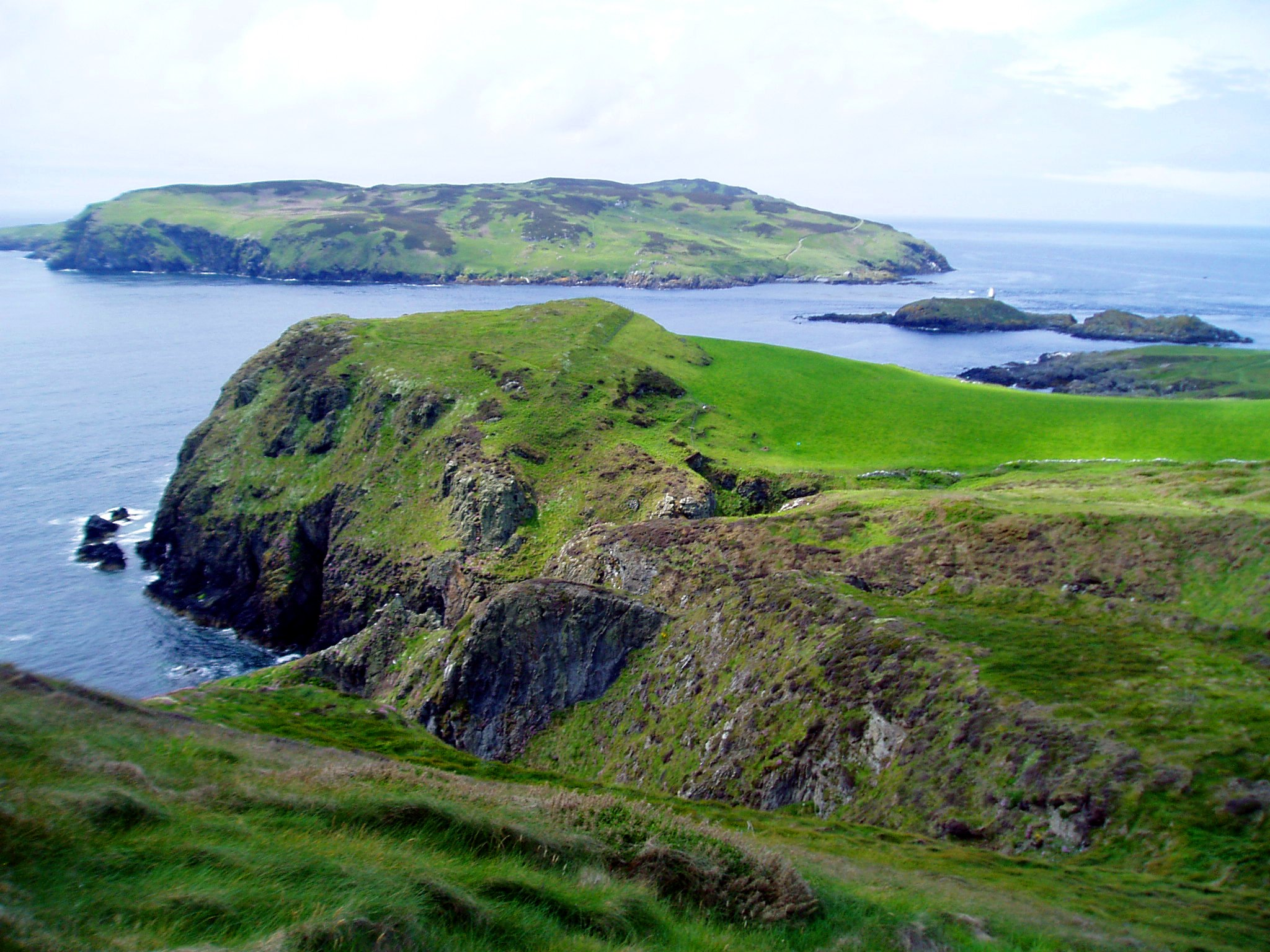
從克雷尼亞甚望向小曼島

曼島地圖

馬恩島是一個位於北愛爾蘭海中部的島嶼，東至英格蘭，西至北愛爾蘭，北至蘇格蘭（最近），幾乎等距；而與南邊威爾斯的距離幾乎是等同與西南邊愛爾蘭共和國的距離。它長52（32英里），最寬處為22（14英里）。它的面積約為572平方（221平方英里）。除了曼島本身，馬恩島的管轄範圍還包括一些附近的小島：季節性居住的小曼島，雞岩（上面矗立著一座無人燈塔）、聖博德島和聖米迦勒島。其中最後兩個通過永久性道路/堤道與主島相連。
北部和南部的山脈被一個中央山谷隔開。相比之下，北部平原相對平坦，主要由較冷時期蘇格蘭西部冰川推進的沉積物組成。在最北端的艾爾角有最近沉積的鵝卵石海灘。島上有一座海拔超過600（2,000英尺）的山斯奈菲爾，高度為620（2,034英尺）。古語說，從山頂可以看到六個王國：曼、蘇格蘭、英格蘭、愛爾蘭、威爾士和天堂。一些版本增加了第七個王國，即海洋王國或涅普頓。斯奈菲爾峰是不列顛群島唯一可以看到英國所有主要組成部分的地點。

### 人口
在2021年人口普查中，馬恩島有84,069人，其中26,677人居住在該島首府道格拉斯。2016年至2021年人口普查期間，人口增加了755人。

#### 人口普查
馬恩島全面人口普查，上次於2021年舉行，自1821年以來每十年發生一次，從1966年開始進行中期人口普查。它與英國人口普查不同，但類似。

## 政治
英國負責該島的防禦並最終負責善政，並在國際場合上代表該島，而該島自己的議會和政府有權處理所有國內事務。曼島副總督行使總督權。
該島的議會廷瓦爾德據稱自979年或更早以來一直存在，據稱使其成為世界上最古老的連續管理機構，儘管證據支持的日期要晚得多。廷瓦爾德是一個兩院制或三院制的立法機構，包括鑰匙院（由直接選舉的方式普選產生，最低投票年齡為16歲）和立法局（由間接選舉產生的議員和官守議員組成）。這兩個機構還作為廷瓦爾德法院在聯合會議上開會。
政府的行政部門是部長理事會，由廷瓦爾德議員（通常是鑰匙院議員，儘管立法局議員也可能被任命為部長）組成。它由首席部長領導。

### 對外關係和安全
在英國的各種法律中，“聯合王國”的定義不包括馬恩島。從歷史上看，英國一直處理其對外和國防事務，並保留為該島立法的至高無上的權力。然而在2007年，馬恩島和英國簽署了一項協議，為發展馬恩島的國際身份建立了框架。沒有單獨的馬恩島公民身份。公民身份受英國法律保護，馬恩島人被歸類為英國公民。馬恩島和愛爾蘭之間有著悠久的關係和文化交流歷史。馬恩島歷史悠久的馬恩島語（及其現代復興的變體）與蘇格蘭蓋爾語和愛爾蘭語密切相關，1947年，愛爾蘭總理埃蒙·德·瓦萊拉帶頭拯救垂死的馬恩島語。

#### 國防
馬恩島不是英國的一部分；但是，英國負責其外交和國防事務。馬恩島上沒有獨立的軍事力量，儘管陛下之艦拉姆齊號起名於同名城鎮。從1938年到1955年，英國領土軍隊的馬恩島團在第二次世界大戰期間進行了廣泛的行動。在英國內戰期間，第七代德比伯爵和曼恩領主詹姆斯·斯坦利從每個教區徵召10人（共170人）為保皇黨事業而戰；大多數人在1651年的威根巷戰役中喪生。在1779年，由三個連組成的防衛軍馬恩島防衛軍團成立；它於1783年在美國獨立戰爭結束時解散。後來，皇家馬恩島防衛軍在法國大革命戰爭和拿破崙戰爭時期成立。第一營（由三個連組成）於1793年成立。第二營（由十個連組成）於1795年成立，並在1798年愛爾蘭起義期間採取了行動。該團於1802年解散。在1803年，第三支馬恩島防衛軍成立，以在拿破崙戰爭期間保衛該島並協助收稅。它於1811年解散。馬恩島國民軍在第二次世界大戰期間成立，用於本土防禦。在2015年，英國陸軍預備役部隊的多功能招募和訓練單位在道格拉斯成立。

#### 馬恩島人地位

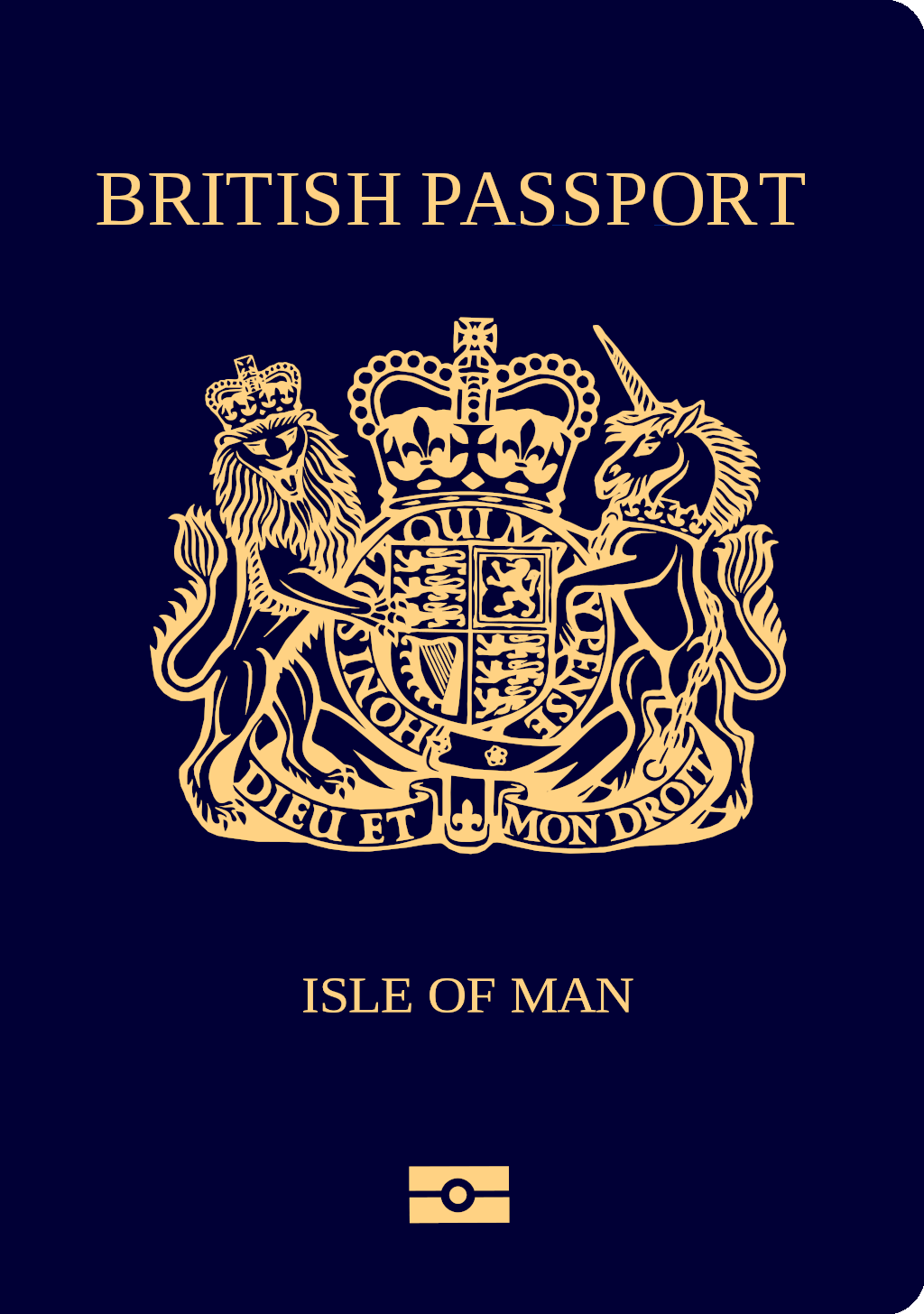
英國馬恩島護照

馬恩島居民擁有英國公民身份，並可取得英國護照或英國馬恩島護照。
馬恩島護照辦公室受理提交給馬恩島副總督的護照申請，由副總督負責簽發“英國 - 馬恩島”護照。《1981年英國國籍法》賦予英國内閣大臣的權力延伸至馬恩島，並由副總督在馬恩島行使。
馬恩島簽發的英國護照可發給居住在馬恩島的任何英國公民，也可以發給與馬恩島有背景關係但居住在英國或其他兩個王室屬地的英國公民。

#### 歐洲聯盟
馬恩島從來不是歐洲聯盟的一部分，也沒有特殊地位，因此沒有參加2016年英國作為歐盟成員國身份去留問題的公投然而，英國加入羅馬條約法案的第3號議定書將馬恩島納入歐盟關稅同盟，允許在整個歐盟範圍內進行馬恩島商品貿易而無需徵收關稅。由於它不是歐洲單一市場的一部分，因此對資本、服務和勞動力的流動仍然存在限制。
歐盟公民有權在島上不受限制地旅行和居住，但不能工作。具有馬恩島人身份的英國公民與任何其他非歐盟歐洲相關國家在歐盟工作的情況和限制相同。
英國脫歐對該島的政治和外交影響仍不確定。英國證實，英國皇家屬地的立場已包含在英國脫歐談判中。。英國脫歐協議明確將馬恩島納入其領土範圍，但沒有其他提及。該島政府網站稱，在執行期結束後，馬恩島與歐盟的關係將取決於英國與歐盟就未來關係達成的協議。

#### 英聯邦
馬恩島不是英聯邦成員國。憑藉與英國的關係，它參加了多個英聯邦機構，包括英聯邦議會協會和英聯邦運動會。馬恩島政府呼籲與英聯邦建立更一體化的關係，包括更直接的代表和更多地參與英聯邦組織和會議，包括英聯邦政府首腦會議。馬恩島首席部長曾說過：“與英聯邦本身建立更密切的聯繫將是該島國際關係的進一步發展。”

### 政黨
大多數馬恩島政治家以獨立人士而不是政黨代表的身份參選。儘管政黨確實存在，但它們的影響力遠不如英國那麼強大。
馬恩島有三個政黨：
- 自由曼恩黨（成立於2006年）在鑰匙院擁有一個席位；它促進了馬恩島更大的自治權和更多的政府問責制。
- 馬恩島工黨很活躍，在20世紀的大部分時間裡有幾個鑰匙院議員。目前（自2021年大選以來）鑰匙院有2名馬恩島工黨議員，她們都是女性。
- 馬恩島綠黨成立於2016年，但目前只有地方政府（英语：Local government in the Isle of Man）一級的代表[79]。

島上還有許多倡議團體。馬恩島民族主義黨主張建立一個主權共和國。積極行動小組運動旨在將三個關鍵要素引入島嶼治理：公開負責的政府、嚴格控制公共財政和更公平的社會。

### 地方政府

地方當局和馬恩島行政區

馬恩島的地方政府部分基於島上的17個古老教區。地方當局有四種類型：
- 道格拉斯自治市鎮的法團，以及卡斯爾敦、皮爾和拉姆齊鎮區的專員機構
- 米迦勒教堂（英语：Kirk Michael）和昂肯區
- 愛琳港和聖瑪麗港村區
- 13個教區（不屬於上述區域的歷史教區，或它們的組合或部分）。

這些地區中的每一個都有自己的專員機構。

## 公共服務

### 教育
公共教育隸屬於教育、體育和文化部。該部門下設三十二所小學、五所中學和馬恩島大學學院。

### 健康
曼恩三分之二的居民超重或肥胖，十分之四的人缺乏運動，四分之一的人酗酒，十二分之一的人吸煙，大約15%的人總體健康狀況不佳。醫療保健是通過衛生和社會保健部的一項公共衛生計劃為來自英國的居民和遊客提供的。

### 犯罪
曼恩的犯罪嚴重率主要衡量針對人員或財產的犯罪，儘管近年來暴力犯罪率一直在上升，但仍大大低於英國其他地區。大多數暴力犯罪與非法毒品交易有關。
曼恩政府制定了一項戰略，需要採取“全島辦法”來解決洗錢、金融犯罪和恐怖主義融資等嚴重問題。

### 緊急服務
馬恩島政府維持五個緊急服務。這些是：
- 馬恩島警察（警察）
- 馬恩島海岸警衛隊
- 馬恩島消防和救援服務
- 馬恩島救護車服務
- 馬恩島民防隊

所有這些服務均由馬恩島政府內政部直接控制，獨立於英國。儘管如此，馬恩島警察自願接受英國警察檢查局的檢查，並且馬恩島海岸警衛隊與國王陛下海岸警衛隊（英國）簽訂了海空救援行動的合同。

### 火葬場
島上唯一的火葬場位於道格拉斯的格倫克魯奇路，由道格拉斯自治市鎮委員會運營。通常有4名工作人員，2020年3月，理事會領導人宣布將工作人員增加到12人。

## 經濟
馬恩島沒有資本利得稅、財富稅、印花稅或遺產稅，所得稅最高稅率為20%。稅收上限生效：如果夫妻選擇共同評估其收入，則個人應繳納的最高稅額為200,000英鎊或400,000英鎊。個人收入按全球總收入而非僑匯基礎進行評估和徵稅。這意味著在世界各地賺取的所有收入都應繳納馬恩島稅，而不僅僅是在島上賺取或帶入該島的收入。公司稅的標準稅率居民和非居民為0%。超過500,000英鎊的零售業務利潤和銀行業務收入按10%徵稅，馬恩島土地和建築物的租金（或其他）收入按20%徵稅。

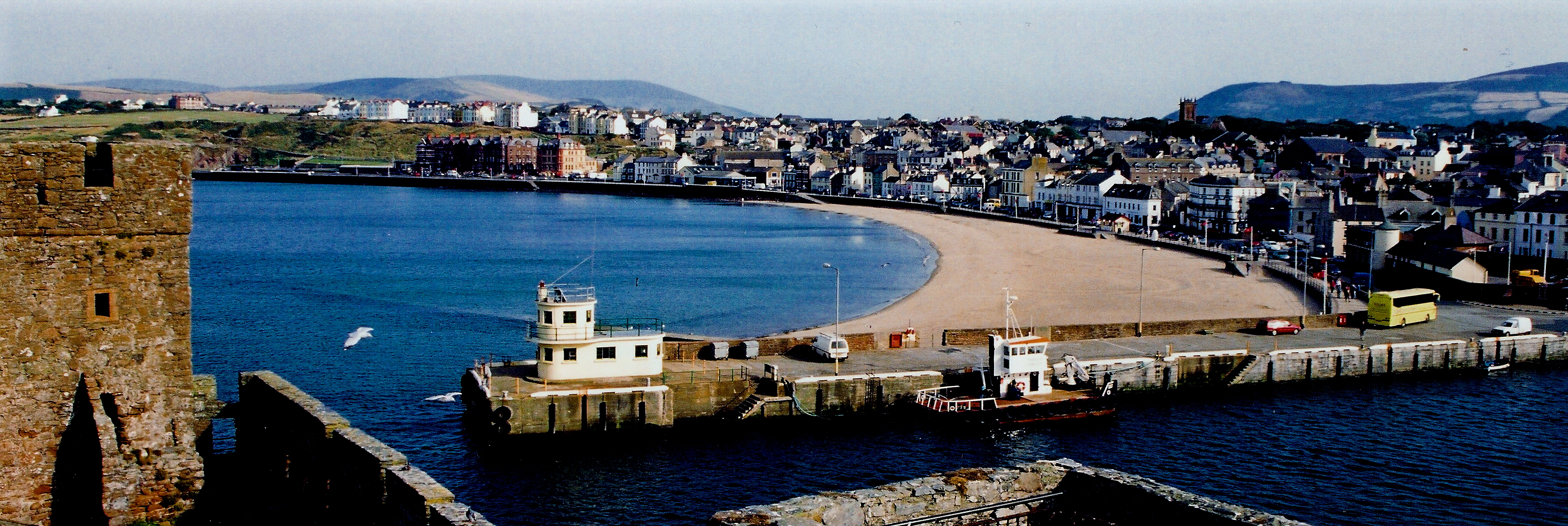
皮爾是島上的主要漁港。

曼恩的低公司稅負擔 和缺乏公司所有權的公共登記為個人和公司提供了避稅和逃稅策略，導致大量資金從追求稅收優勢和財務保密的人那裡湧入。作為馬恩島經濟的前支柱，農業、漁業和旅遊業的相對重要性相應下降。作為典型的低稅王室屬地，曼恩的經濟以金融服務、高科技公司的空殼公司、在線賭博和在線遊戲為特色，電影製作和高淨值人士的避稅天堂。這些活動為曼恩帶來了一些高收入工作，因為數百名當地居民擔任“稻草人”董事和空殼公司股東。類似的計劃為高淨值個人提供了一種手段減少他們的稅收義務並保護他們的金融交易免受公眾審查。如天堂文件所述，馬恩島經濟具有廣泛的非法經濟活動，包括逃稅、從毒品銷售中洗錢、來自武器銷售的資金轉移，以及掠奪其他民族國家（尤其是俄羅斯）的公共國庫這些資金主要流入倫敦金融市場。儘管馬恩島政府採取的法律措施的影響仍不確定，但一直在努力規範這些活動。在線賭博網站在2014年提供了大約10%的島嶼收入。馬恩島目前可以自由進入歐盟市場，並且主要與英國進行貿易。馬恩島與歐盟的貿易關係源於英國的歐盟成員身份，鑑於英國決定退出歐盟，需要重新談判。預計過渡期將允許貨物和農產品自由流動到歐盟，直到2020年底或談判達成新的解決方案。
馬恩島企業部管理12個關鍵部門的多元化經濟。GNP最大的部門是保險和網絡賭博，各佔GNP的17%，其次是ICT和銀行業，各佔9%。2016年人口普查列出了41,636名僱員。就業人數最多的部門是“醫療和健康”、“金融和商業服務”、建築、零售和公共管理。製造業，專注於航空航天和食品和飲料行業，僱傭了近2000名工人，約佔國內生產總值（GDP）的5%。該部門提供激光光學、工業鑽石、電子、塑料和航空航天精密工程。旅遊業、農業和漁業曾經是經濟的支柱，現在對該島的GDP貢獻微乎其微。馬恩島的失業率低於1%。
貿易主要發生在英國。該島與英國是關稅同盟，相關收入根據共同錢包協議匯集和分享。這意味著馬恩島不能享受海峽群島所享有的酒類和其他商品的較低消費稅收入。
馬恩島政府通過提供財政支持來促進島嶼拍攝電影。自1995年以來，已在島上製作了100多部電影。最近，該島採取了更廣泛的戰略，以吸引電影、電視、影片和電子競技領域的一般數字媒體行業。
馬恩島政府彩票於1986年至1997年運營。自1999年12月2日起，該島參加了英國國家彩票。該島是英國以外唯一可以玩英國國家彩票的司法管轄區。自2010年以來，馬恩島的項目也有可能獲得國家彩票善因基金善因資金由馬恩島彩票信托分配。廷瓦爾德收到在島上出售的門票12%的彩票稅。
旅遊人數在20世紀上半葉達到頂峰，在此之前，南歐廉價旅遊的繁榮也見證了許多類似的英國海濱度假勝地的旅遊業下滑。馬恩島旅遊局最近投資了“暗天探索”網站，以使其旅遊業多樣化。預計黑暗的天空通常將由英國各地的公眾提名。然而，馬恩島旅遊局委託他們團隊中的某個人提名島上的27個地方作為民事任務。這個最高質量的“銀河”網站集群現在在島內得到很好的推廣。政府的這一推動有效地使該島在公認的黑暗天空遺址數量上領先一步。然而，與未在全國範圍內推廣的英國相比，這造成了一種扭曲的觀點。在那裡，隨著時間的推移，預計黑暗天空站點將在整個城鎮、城市和農村地區由公眾提名，而不是由政府部門集體提名。
2017年，國際證券交易所辦事處成立，以促進島上的金融業。

### 通訊

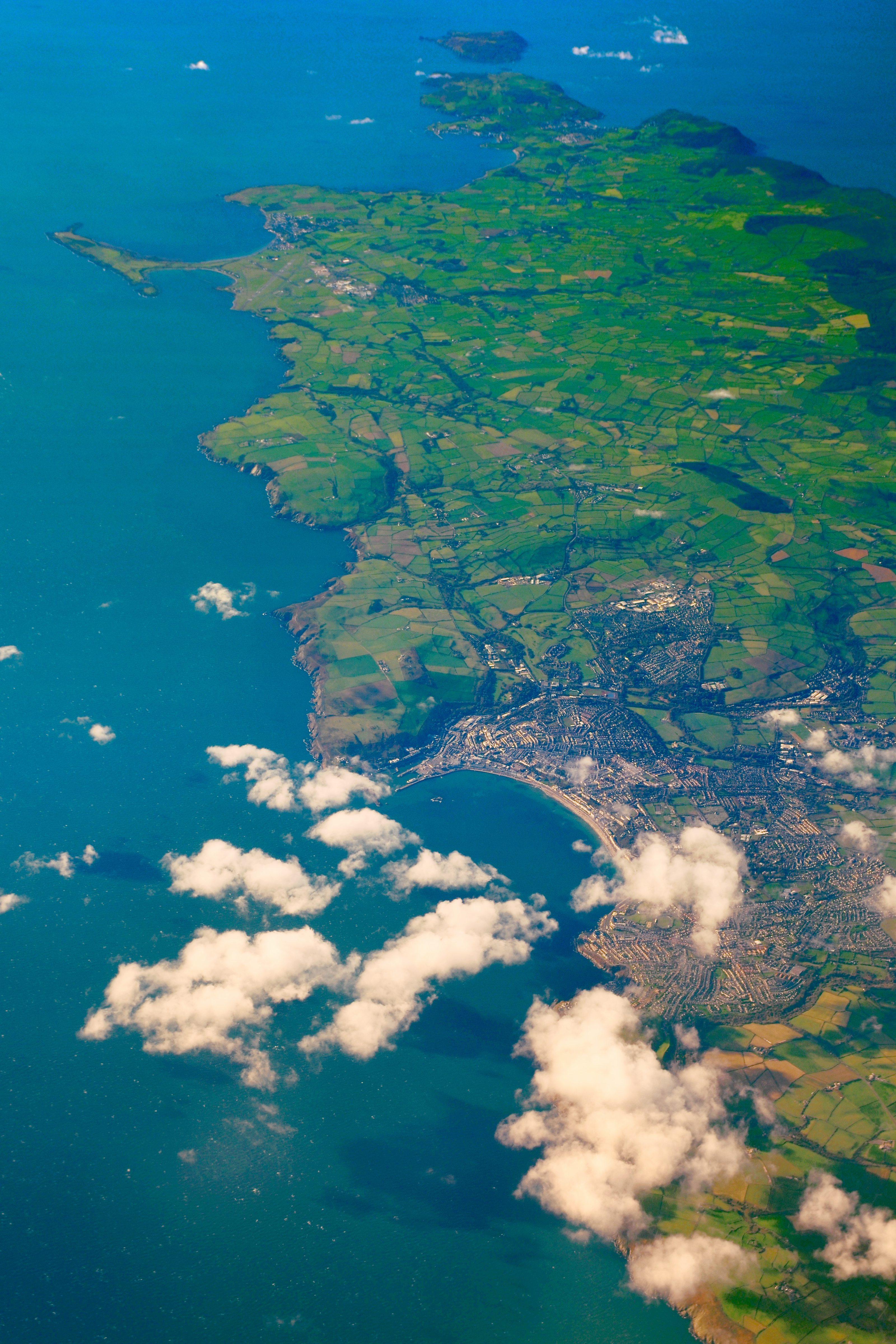
道格拉斯和馬恩島南半部的鳥瞰圖

馬恩島的主要電話提供商是馬恩島電訊。該島有兩家移動運營商：馬恩島電訊（以前稱為Manx Pronto）和Sure。Cloud9作為島上的第三家移動運營商運營了很短的時間，但後來退出了。
寬帶互聯網服務可通過四家本地提供商獲得：Wi-Manx、Domicilium、Manx Computer Bureau和馬恩島電訊。該島沒有自己的國際電聯國家代碼，但可通過英國國家代碼（+44）訪問，該島的電話號碼是英國電話號碼計劃的一部分，本地撥號代碼01624用於固定電話，07524、07624和07924用於手機。但是，從英國撥打該島的電話通常與英國境內的收費不同，並且可能包含或可能不包含在任何“包含分鐘”套餐中。
1996年，馬恩島政府獲得使用.im作為國家頂級域名（TLD）的許可，並對其使用負最終責任。主要由位於島嶼的互聯網服務提供商Domicilium日常管理。2007年12月，馬恩島電力局及其電信子公司e-llan Communications委託鋪設一條新的光纖鏈路，將該島連接到全球光纖網絡。據報導，2021年8月，美國企業家埃隆·馬斯克創辦的衛星互聯網服務星鏈已獲得在島上一個地面站運營的許可證。
馬恩島有三個廣播電台：馬恩島電台、Energy FM和3FM。
沒有孤立的電視服務，但本地發射器通過免費地面數碼電視服務Freeview轉播英國大陸數碼廣播。馬恩島由BBC西北為BBC One和BBC Two提供電視服務，ITV格拉納達為獨立電視網提供服務。
許多電視服務都可以通過衛星獲得，例如來自阿斯特拉東經28.2°的衛星組的天空英國和Freesat，以及來自歐洲其他一系列衛星的服務，例如阿斯特拉東經19.2°的阿斯特拉衛星和Hot Bird。
馬恩島擁有三份報紙，均為周刊，均由愛丁堡媒體公司約翰斯頓出版社旗下的馬恩島報紙擁有。馬恩島信使（分發量36,318份）是免費的，分發給島上的家庭。另外兩家報紙是馬恩島審查員（發行量13,276份）和馬恩島獨立報（發行量12,255份）。
郵政服務由馬恩島郵局負責，該郵局於1973年從英國的郵政總局接管。

### 運輸

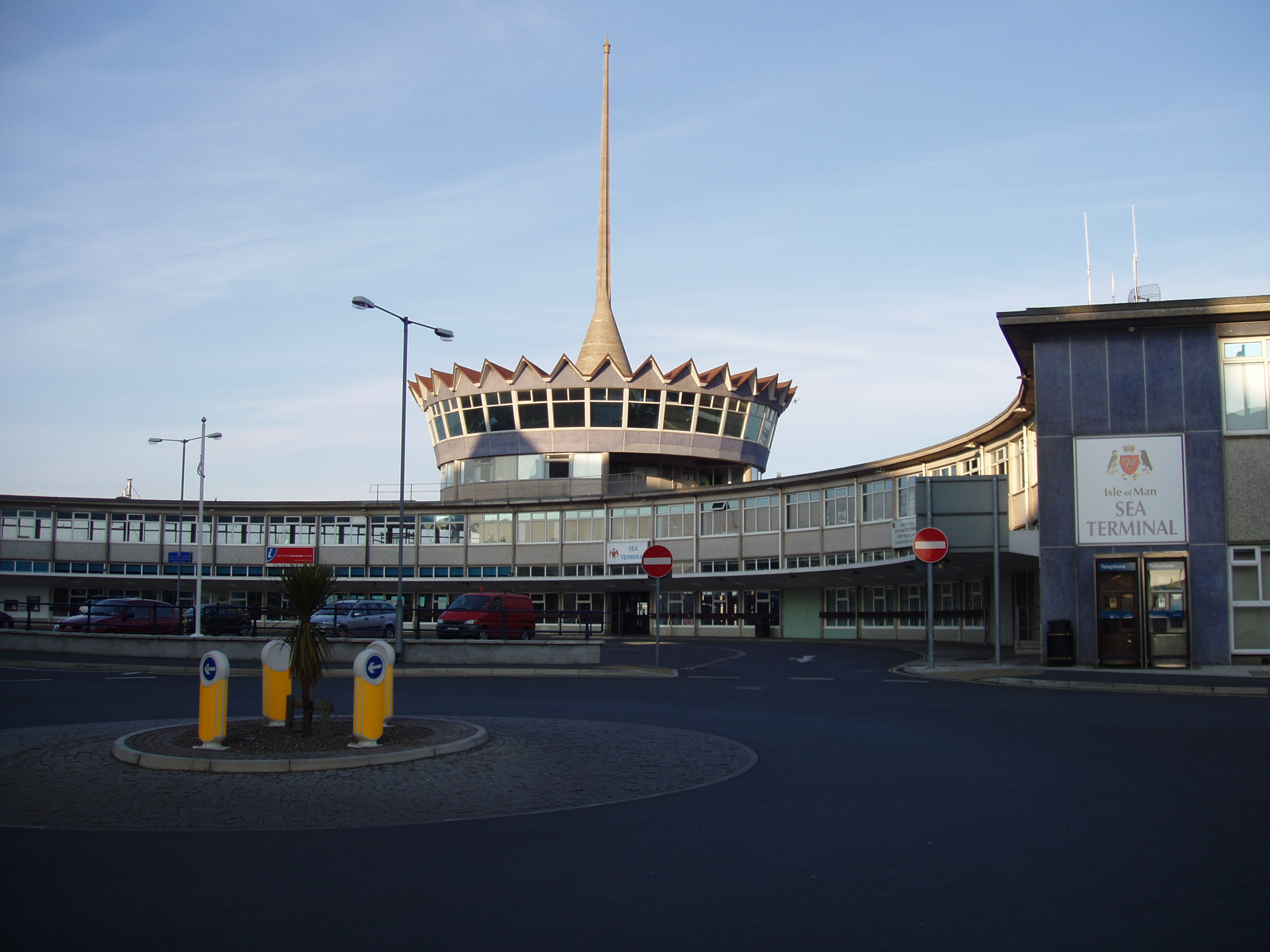
海運碼頭正面

有一個全面的巴士網絡，由國有巴士運營商馬恩島巴士運營。
道格拉斯的馬恩島海運碼頭有往返希舍姆和利物浦的定期渡輪，冬季運營的時間表更受限制。這兩艘船是Manannan和Ben My Chree。後者將於2022年被現代重工製造的新船取代；它於2020年年中被公眾命名為馬恩島人。往返貝爾法斯特和都柏林的夏季服務也有限。都柏林路線也在聖誕節運營。在曼島TT賽時期，往返北愛爾蘭拉恩的航行數量有限。所有渡輪均由馬恩島蒸汽郵船公司運營。
島上唯一的商業機場是朗奴士威的馬恩島機場。有直飛英國和愛爾蘭眾多機場的定期和包機航班。
島上共有688英里（1,107）的公共道路，全部鋪設。沒有壓倒一切的國家速度限制；只設置了當地的限速，有些道路沒有限速。關於魯莽駕駛的規則和大多數其他駕駛法規的執行方式與英國類似 。某些車輛需要定期進行車輛檢查（類似於英國的交通運輸部測試）。
該島曾經擁有廣泛的窄軌鐵路系統，既有蒸汽驅動的也有電動的，但大部分蒸汽鐵路軌道在多年前就停止服務，軌道被拆除。截至2022年，道格拉斯和愛琳港之間有一條蒸汽鐵路，道格拉斯和拉姆齊之間有一條電氣化鐵路，還有一條攀登斯奈菲爾山的電氣化山區鐵路。
最古老的馬車服務之一位於首都道格拉斯的海濱。它成立於1876年。

### 太空商業
馬恩島已成為新興私人太空旅行公司的中心。Google月球X大獎（一項3000萬美元的第一個將機器人送上月球的私人資助團隊的比賽）的許多參賽者都以該島為基地。X大獎團隊峰會於2010年10月在島上舉行。2011年1月，王劍鑽石擁有的兩個研究空間站抵達島上，並被存放在朱比附近前朱比皇家空軍基地的機場飛機庫中。

### 電力供應
馬恩島的電力供應由馬恩島公用事業管理局負責。馬恩島通過40兆瓦的交流電鏈路（馬恩島到英格蘭互連器）連接到英國的國家電網向英國售電賺取收入。還有水力發電、天然氣和柴油發電機。政府還規劃了一個700兆瓦的海上風電場，大約是沃爾尼風電場的一半。

### 供氣
自1836年以來，馬恩島的用戶就開始使用用於照明和取暖的氣體，首先是作為城市燃氣，然後是液化石油氣(LPG)；自2003年以來，天然氣已經可用。正在研究氫作為補充或替代燃料的未來用途。

### 大麻種植
2021年6月，禁止在馬恩島商業種植大麻的法律被廢除，曼恩政府首次提供生產和出口大麻的許可證。2022年2月，曼恩居民和當地億萬富翁約翰·惠特克通過他的公司皮爾NRE提議斥資1.36億美元用於建造大麻種植暖房和研究設施，並發展業務。宣布已為該設施的開發授予分區許可證。儘管在英國本土，醫用大麻的供應受到嚴格限制，但海峽群島的澤西島和根西島一直在努力發展大麻產業。

## 文化
馬恩島人是一個凱爾特民族。
馬恩島的文化經常被宣傳為受到其凱爾特人的影響，在較小程度上受到其北歐起源的影響。靠近英國，在維多利亞時代作為英國旅遊目的地的受歡迎程度，以及來自英國的移民都意味著英國的文化至少從回歸開始就具有影響力。經過長期的盎格魯化後，復興運動試圖保留倖存的馬恩島文化遺跡，人們對馬恩島語言、歷史和音樂傳統的興趣顯著增加。

### 語言

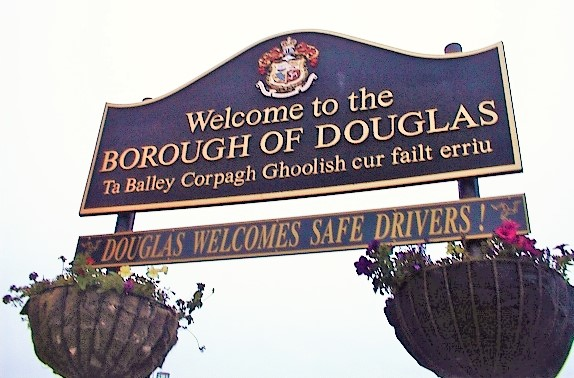
馬恩島的雙語標誌，以馬恩島語和英語為特色

馬恩島的官方語言是英語。傳統上講馬恩島語，但據說“極度瀕危”。然而，它現在有越來越多的年輕使用者。
馬恩島語是一種蓋爾語，是在不列顛群島使用的多種海島凱爾特語支之一。根據英國於2001年3月27日代表馬恩島政府批准的《歐洲區域或少數民族語言憲章》，馬恩島語已被正式承認為合法的本土地區語言。
馬恩島語與愛爾蘭語和蘇格蘭蓋爾語密切相關，但在正字法上是自成一類的。
在島上，經常可以聽到馬恩島語的問候（早上好）和（下午好）。正如在愛爾蘭語和蘇格蘭蓋爾語中一樣，“晚上”和“下午”的概念用一個詞來表示。經常聽到的另外兩個馬恩島語表達方式是（“謝謝”；熟悉的第二人稱單數形式）和，意思是“足夠的時間”，代表了馬恩島人對生活態度的刻板看法。
2001年9月，曼島語小學正式成立，截至2011年是世界唯一一所完全以曼島語授課的學校。
在2011年馬恩島人口普查中，大約1,800名居民可以讀、寫和說馬恩島語。

### 符號

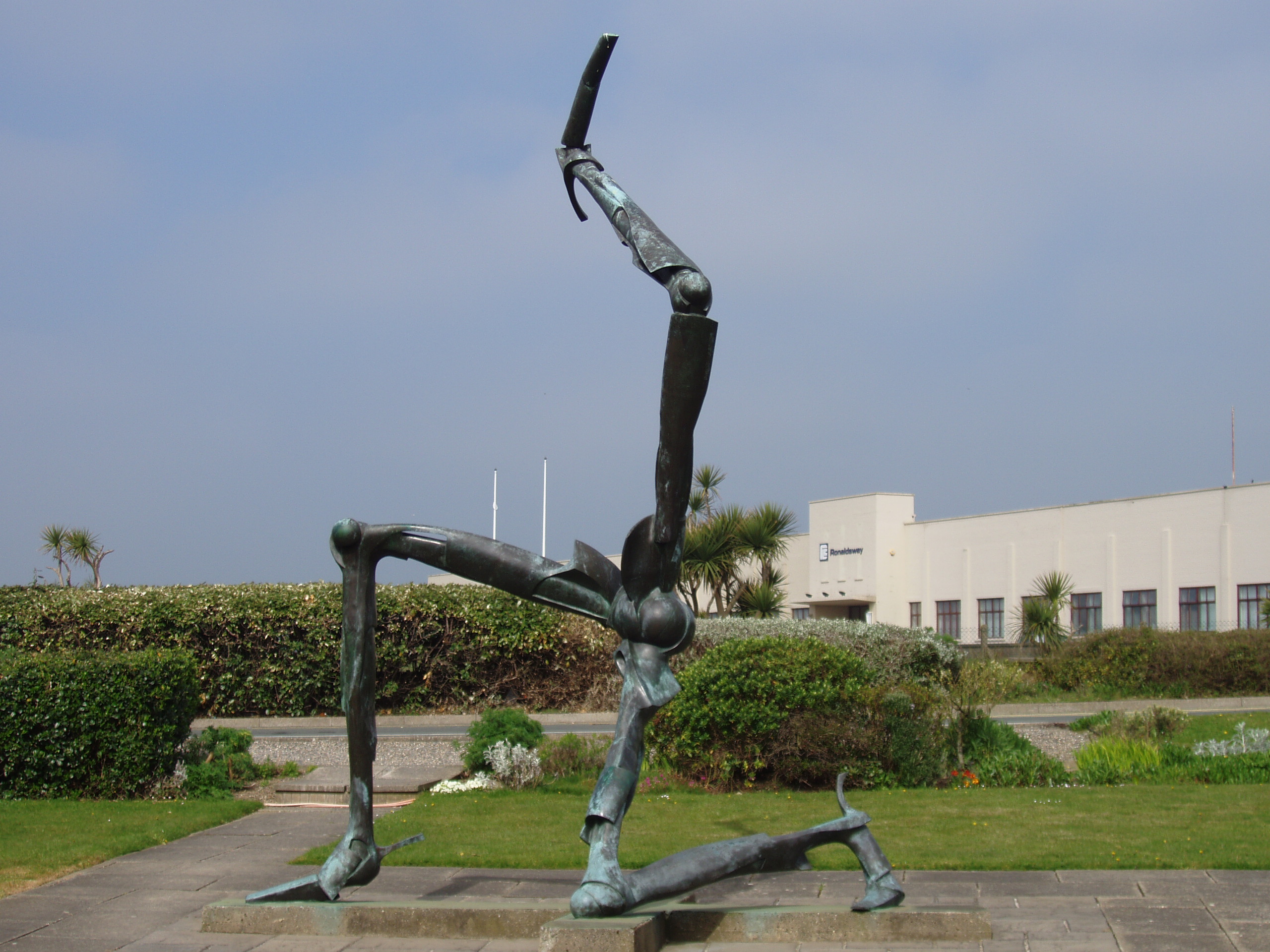
朗奴士威機場航站樓前的馬恩島三曲腿圖雕塑

幾個世紀以來，該島的標誌一直是所謂的“曼恩三足”，即三條腿在大腿處相連的三曲腿圖。馬恩島三曲腿圖的歷史可以肯定地追溯到13世紀後期，其起源不確定。有人認為它的起源位於西西里島，這個島嶼自古以來就與三曲腿圖聯繫在一起。
該符號出現在該島的官方旗幟和官方徽章以及其貨幣中。馬恩島三曲腿圖可能反映在島上的座右銘中，該座右銘作為該島國徽的一部分出現。拉丁格言翻譯為“無論你扔什麼，它都會站立”或“無論你扔到哪裡，它都會站立”。它可以追溯到 17 世紀後期，當時已知它出現在島上的鑄幣上。也有人提出，這句座右銘最初是指當時普遍存在的劣質造幣——如“無論經過怎樣的測試，它都會通過”。
豚草或新疆千里光被稱為馬恩島的國花。

### 宗教

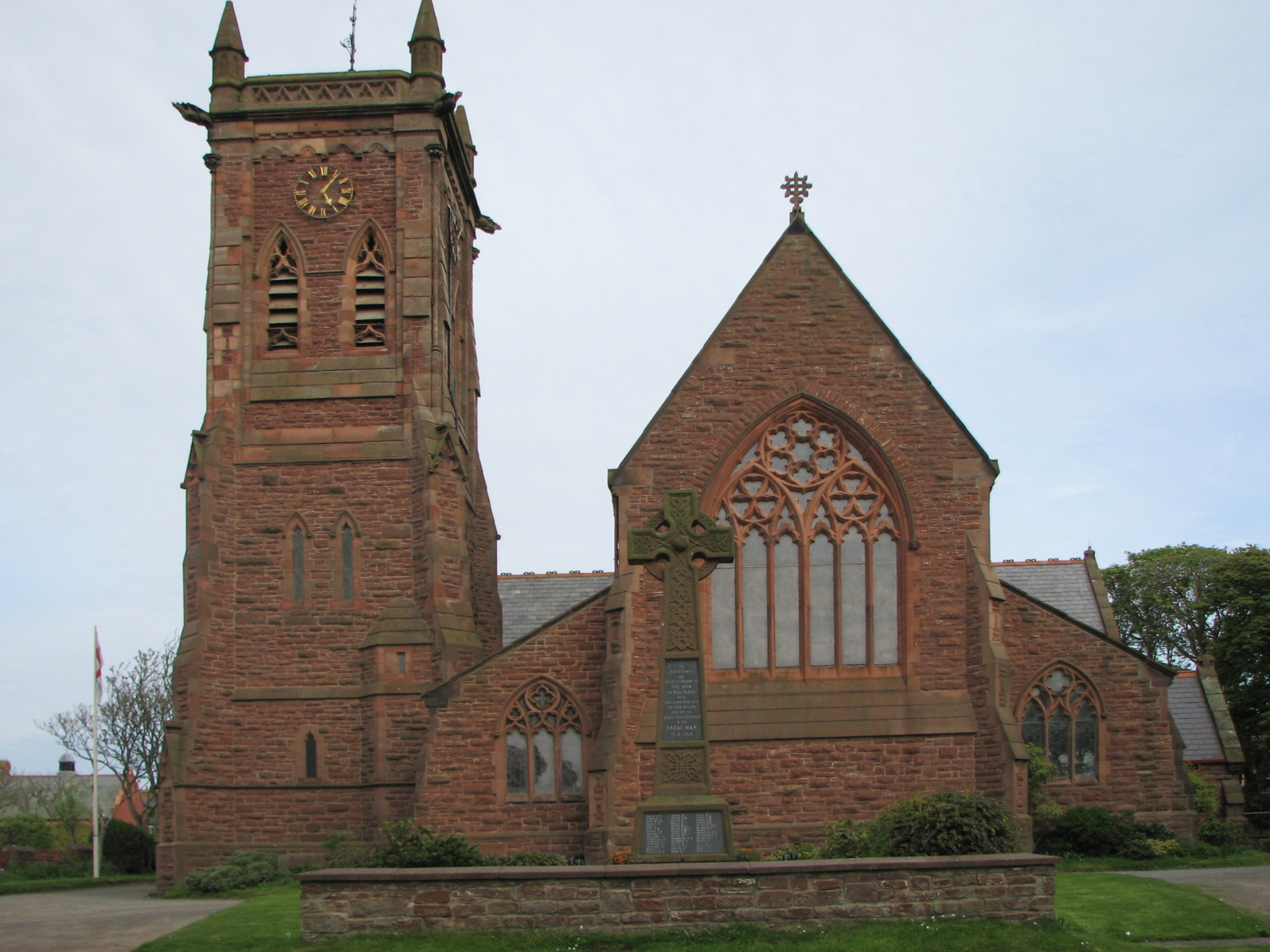
皮爾座堂

島上主要的宗教傳統是基督教，截至2015年，約有65%的居民信奉基督教。在新教改革之前，該島作為統一天主教會的一部分有著悠久的歷史，在宗教改革之後的幾年裡，島上的宗教當局，以及後來的島上居民，都接受了英國君主制的宗教權威和英格蘭教會。它也受到愛爾蘭宗教傳統的影響。該島形成了一個名為索多暨馬恩的獨立教區，在遙遠的過去包括中世紀的曼王國和蘇格蘭群島（古諾爾斯語中的“Suðreyjar”）。它現在由16個堂區組成，自1541年已成為約克教省的一部分。（這些現代教會堂區與本文“地方政府”下提到的島上古代堂區並不對應，而是更接近地反映了當前人口的地理分佈。）
其他基督教教堂也在馬恩島運作。第二大教派是衛理公會，其馬恩島區的人數接近英國國教教區。有八個天主教教區教堂，包括在天主教利物浦總教區，以及東正教基督徒的存在。此外，還有五個浸信會教堂、四個五旬節教會、救世軍、耶穌基督後期聖徒教會的一個支會、兩個耶和華見證人會眾、兩個聯合歸正教會教堂，以及其他基督教教堂。有一個小穆斯林社區，在道格拉斯有自己的清真寺，還有一個小猶太社區；查看馬恩島猶太人的歷史這兩個群體都佔人口的1%以下。

### 神話、傳說和民間傳說

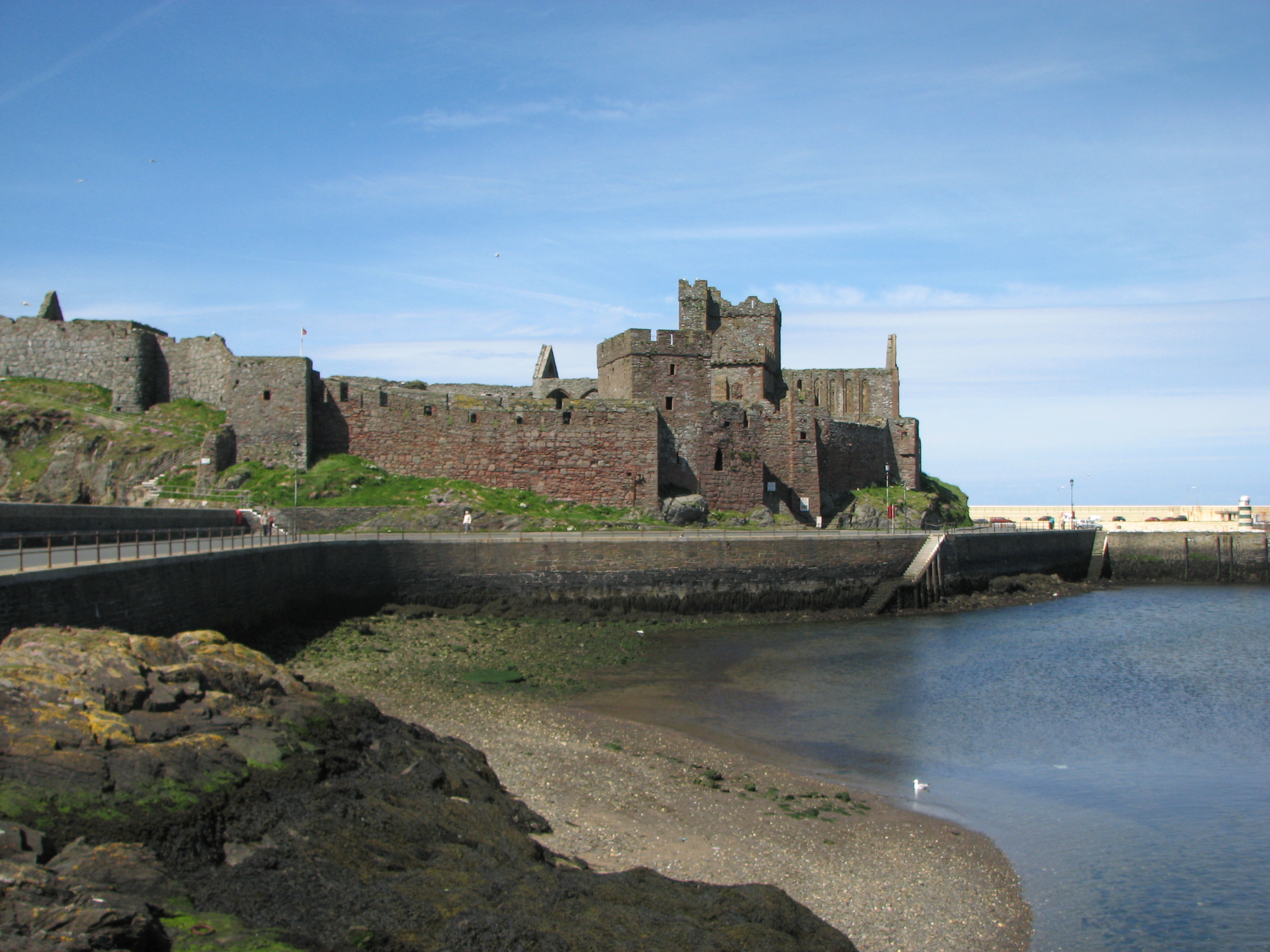
皮爾城堡

在馬恩島神話中，該島由海神Manannán統治，他將他的薄霧籠罩在島嶼周圍以保護它免受入侵者的侵害。關於曼恩這個名字的起源的主要民間理論之一是它是以Manannán命名的。
在馬恩島的民俗傳統中，有許多關於神話生物和人物的故事。其中包括Buggane，一種惡毒的靈魂，據傳說，它一怒之下炸毀了聖特里尼安教堂的屋頂；Fenodyree；Glashtyn；還有Moddey Dhoo，一隻幽靈般的黑犬，在皮爾城堡的牆壁和走廊裡游盪。
據說馬恩島也是仙女的家園，在當地被稱為“小人物”或“他們自己”。有一座很有名的仙女橋，據說如果經過它時沒有向仙女們說早安或午安，那是不吉利的。過去，在橋上留下一枚硬幣以確保好運是一種傳統。其他類型的仙女是Mi'raj和Arkan Sonney。
一個古老的愛爾蘭故事講述了當愛爾蘭傳奇巨人Fionn mac Cumhaill（通常被稱為 Finn McCool）撕毀一部分土地並將其扔給蘇格蘭競爭對手時，內湖是如何形成的。他失手了，大片的土地降落在愛爾蘭海，從而創造了這個島。
皮爾城堡被提出作為亞瑟王阿瓦隆的可能位置或作為聖杯城堡的位置，蘭斯洛特與梅里亞岡特國王在劍橋相遇的地點。
最常被重複的神話之一是，被判犯有巫術罪的人會在桶裡滾下聖莊斯附近的一座小山Slieau Whallian。然而，這是一個源自蘇格蘭傳奇的19世紀傳奇，而蘇格蘭傳奇又源自一個德國傳奇。另外，1951年在卡斯爾敦的女巫磨坊開設了一個巫術博物館。那個地方實際上從未有過女巫聚會。神話只是隨著博物館的開放而產生的。然而，草藥學和使用護身符來預防和治療人和動物的疾病和疾病有著悠久的傳統。

### 音樂

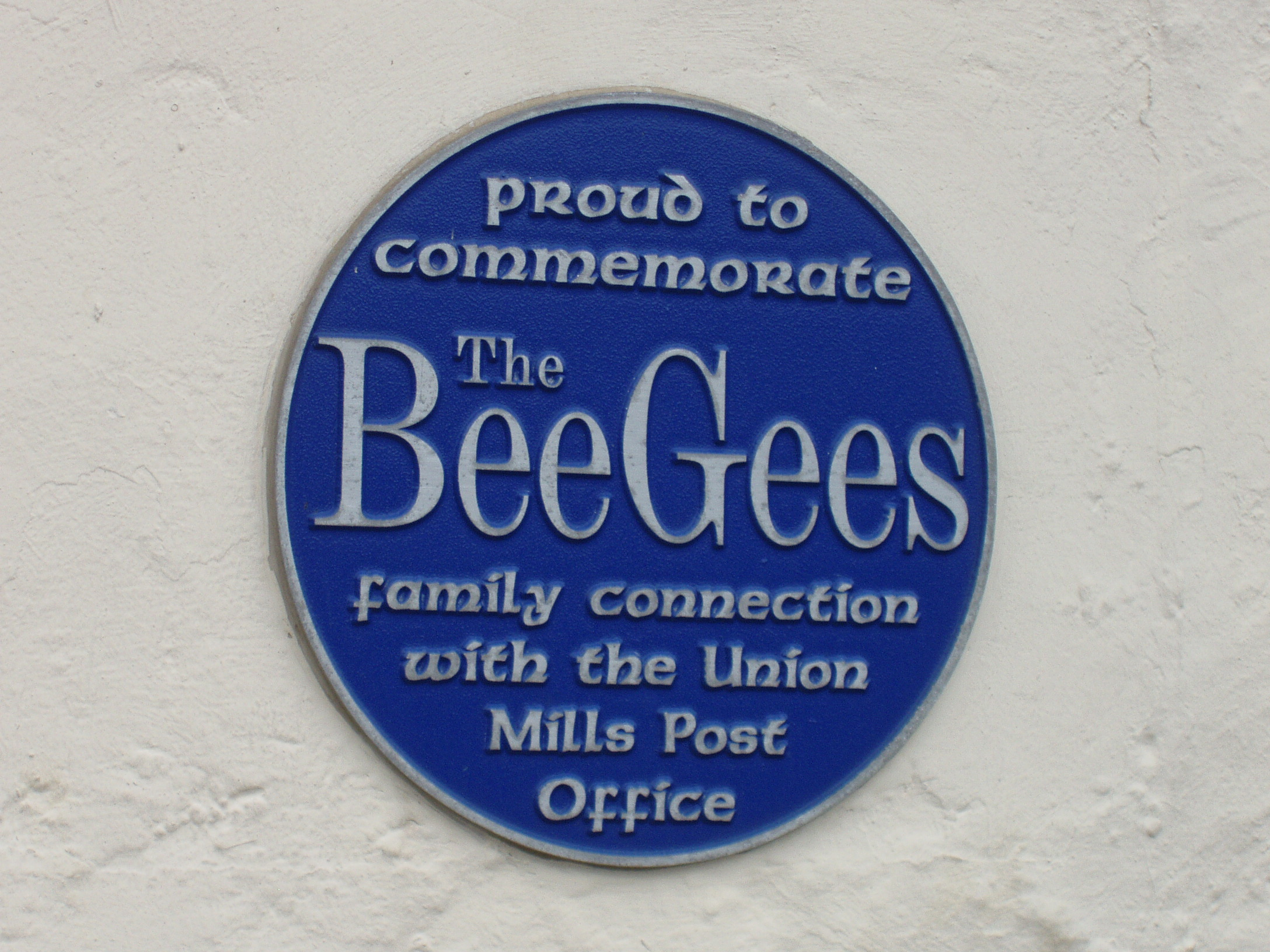
馬恩島聯合米爾斯梅特蘭露台/斯特朗路交叉口的比知樂隊牌匾

馬恩島的音樂反映了凱爾特、北歐和其他影響，包括來自其鄰國蘇格蘭、愛爾蘭、英格蘭和威爾斯。島上有各種各樣的音樂，如搖滾、藍調、爵士和流行音樂。
自1970年代以來，其傳統民間音樂經歷了復興，從拉姆齊的一個名為Yn Chruinnaght的音樂節開始。這是在1974年最後一位以馬恩島語為母語的人去世後，馬恩島語言和文化普遍復興的一部分。
馬恩島在誰人樂團歌曲《快樂傑克》中被提及為歌曲主角的故鄉，無論發生什麼事，他總是處於狂喜的狀態。克里斯·蒂摩爾的歌曲《The Craic was 90 in the Isle of Man》描述了該島旅遊業全盛時期的一次熱鬧的訪問。該島也是比知樂隊的莫禮斯、羅賓和巴利·傑布的出生地；三人組的銅像於2021年7月在道格拉斯長廊上揭幕。

### 食物
過去，島上的基本國菜是土豆和鯡魚、煮土豆和鯡魚。這道樸素的菜餚得到了島上自給自足的農民的支持，幾個世紀以來，他們在土地上小農耕作並在大海中捕魚。薯條、奶酪和肉汁，一種類似於芝士淋肉汁薯條的菜餚，在島上的大多數快餐店都有，由厚切薯條組成，上面覆蓋著車打芝士絲，上面放著濃稠的肉汁。 然而，截至2018年馬恩島美食節，女王扇貝已成為馬恩島的國菜。
傳統上，海鮮在當地飲食中佔很大比例。儘管近年來商業捕魚有所下降，但當地美食包括馬恩島醃魚（煙熏鯡魚），它們是由該島西海岸皮爾的煙熏廠生產的，儘管這些日子主要來自北海鯡魚。煙熏廠還生產其他特色菜，包括熏鮭魚和培根。
螃蟹、龍蝦和扇貝是商業捕撈的，而女王扇貝（queenies）被認為是一種特殊的美味，味道清淡、甜美。鱈魚、魣鱈和鯖魚通常以角度擺放在餐桌上，淡水鱒魚和鮭魚可以從當地的河流和湖泊中獲取，由東海岸科爾納的政府魚類孵化場提供支持。
牛、羊、豬和家禽都是商業養殖的；來自山區農場的馬恩島羊肉是一道受歡迎的菜餚。洛夫坦是馬恩島綿羊的本土品種，其肉質肥厚，深受廚師青睞，出現在BBC的我要做廚神系列菜餚中。
馬恩島芝士也取得了一些成功，以煙熏和香草味品種為特色，並在英國的許多連鎖超市都有庫存。馬恩島芝士在2005年英國芝士獎中獲得銅牌，全年銷量為578噸。馬恩島車打芝士已出口到加拿大，在一些超市有售。
啤酒由成立於1850年的奧克爾啤酒廠以商業規模釀造，是島上最大的啤酒廠；還有布殊啤酒廠和連帽公羊啤酒廠。類似於德國啤酒純釀法的1874年馬恩島純啤酒法案仍然有效：根據該法案，啤酒釀造商只能在啤酒中使用水、麥芽、糖和啤酒花。

### 運動
馬恩島作為一個國家參加英聯邦運動會和島嶼運動會，並於2011年舉辦了第四屆英聯邦青年運動會。馬恩島的運動員在英聯邦運動會上贏得了三枚金牌，其中包括2006年自行車運動員馬克·卡文迪什在集體爭先賽。島嶼運動會於1985年首次在島上舉行，並於2001年再次舉行。2019年，FC馬恩島成立，是一支西北郡聯賽球隊。

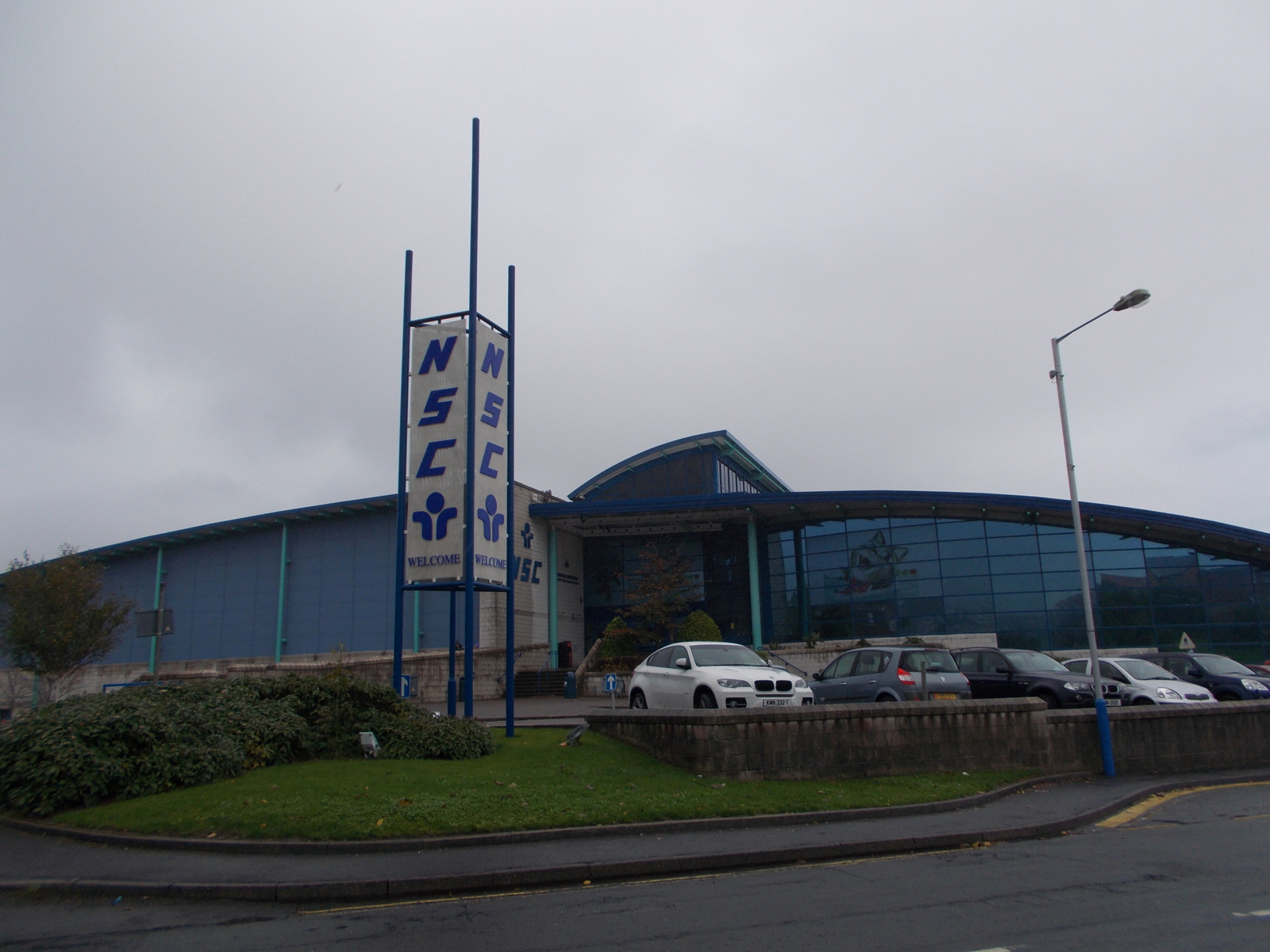
馬恩島道格拉斯國家體育中心

馬恩島的球隊和個人在島上和島外參加許多運動，包括橄欖球、足球、體操、草地曲棍球、籃網球、跆拳道、保齡球、障礙賽和板球。馬恩島足球俱樂部將在下一場聯賽中參加西北郡足球聯賽。它是一個島嶼，許多類型的水上運動也受到居民的歡迎。

#### 電單車比賽
與該島相關的主要國際賽事是馬恩島旅遊獎盃賽，俗稱“TT”，始於1907年。它發生在五月下旬和六月上旬。TT現在是一項國際性的電單車公路賽事，曾經是世界錦標賽的一部分，長期以來被認為是“世界上最偉大電單車運動賽事”之一。在為期兩週的時間內，它已成為電單車文化的節日，為島上的經濟做出了巨大貢獻，並已成為馬恩島人身份的一部分。對許多人來說，小島擁有“世界公路賽車之都”的稱號。
馬恩島大獎賽是一項針對業餘愛好者和私人參賽者的獨立電單車賽事，在8月下旬和9月初使用相同的60.70 km（37.72 mi）斯奈菲爾山賽道。
在1990年代，世嘉發布了一款名為曼島TT賽超級電單車的街機遊戲，基於電單車比賽。

#### 卡馬格
在19世紀引入足球之前，卡馬格是島上的傳統運動。它類似於愛爾蘭的板棍球和蘇格蘭的簡化曲棍球遊戲。現在在聖莊斯有一年一度的比賽。

### 劇院和電影院
建於1899年，由建築師弗蘭克·馬查姆設計，並於1976年恢復到原來的輝煌，道格拉斯長廊上的政府擁有的歡樂劇院和歌劇院每年都會舉辦戲劇、音樂劇、音樂會和喜劇表演-圓形的。在歡樂劇院大樓內，百老匯電影院可容納154人，並兼作會議場所。
王宮電影院位於廢棄的莫娜城堡酒店旁邊，由塞夫頓集團經營。它有兩個屏幕：屏幕一可容納293名客戶，而屏幕二較小，容量僅為95人。它於2011年8月進行了大規模翻新。

### 動物群

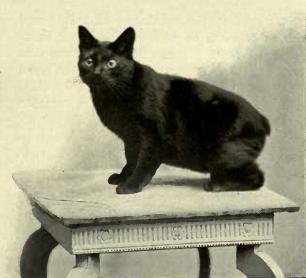
黑色馬恩島貓

兩種家養動物與馬恩島有特別的聯繫，儘管它們也存在於該島之外的其他地方。
馬恩島貓是一種因基因突變而使其尾巴較其他貓為短的貓科動物，該種貓因此特性而聞名。它們尾巴的長度可以從幾英寸（稱為“矮胖”）到完全不存在或“粗壯”，所以也称无尾猫。與大多數貓相比，馬恩島貓顯示出多種顏色，並且通常有更長的後腿。這些貓在硬幣和郵票上被用作馬恩島的象徵，因此，馬恩島政府經營了一個繁殖中心，以確保該品種的延續。
馬恩島洛夫坦羊是該島的本土品種。它有深棕色的羊毛和四個，有時是六個，角。肉被認為是美味佳餚。島上有幾隻羊群，英格蘭和澤西島已經開始飼養其他羊群。

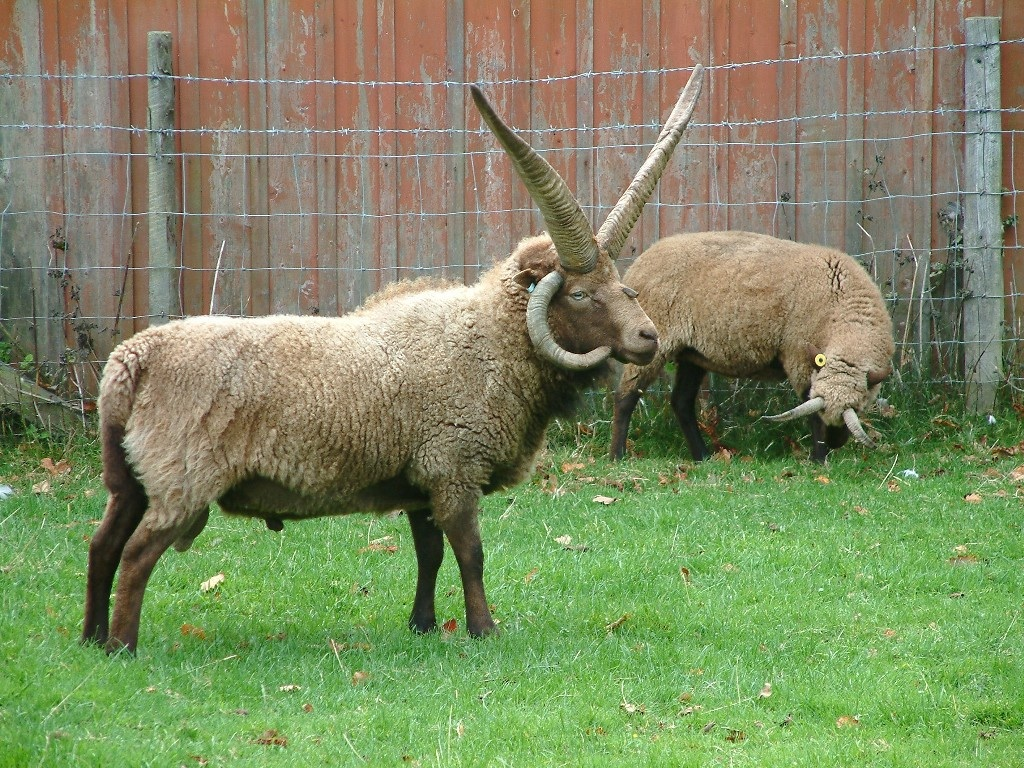
馬恩島洛夫坦羊在島上飼養，以獲取肉類。

最近到達島上的是紅頸袋鼠，它現在是在逃離野生動物園後在島上建立的。當地警方報告越來越多的袋鼠相關電話。
加夫也有許多野山羊，這是2018年1月在廷瓦爾德法院提出的問題。
2016年3月，馬恩島成為第一個被納入聯合國教科文組織生物圈保護區網絡的整個領土。

## 人口統計

### 年齡結構
0-14歲：16.27%（男性7,587，女性6,960）
15-24歲：11.3%（男性5,354，女性4,750）
25-54歲：38.48%（男性17,191，女性17,217）
55-64歲：13.34%（男性6,012，女性5,919）
65歲及以上：20.6%（男性8,661，女性9,756）（2018 年估計）

### 人口密度
131人/平方公里（339人/平方英里）（2005年估計）

### 性別比例
| 年齡範圍 | 比率             |
| -------- | ---------------- |
| 出生時   | 1.08             |
| 0–14     | 1.09             |
| 15–24    | 1.13             |
| 25–54    | 1.00             |
| 55–64    | 1.02             |
| 65+      | 0.89             |
| 總人口   | 1（2020 年估計） |

### 嬰兒死亡率
總計4人死亡/1,000名活產
男性4人死亡/1,000名活產
女性4人死亡/1,000名活產（2018 年估計）
國家與世界的比較：191

### 出生時的預期壽命
總人口：81.4歲
男性：79.6歲
女性：83.3 歲（2018 年估計）
國家與世界比較：29
總生育率：1.92個孩子/女性（2018 年估計）

### 國籍
名詞：Manxman（男性），Manxwoman（女性）
形容詞：Manx

### 民族血統
馬恩島裔 （北歐-凱爾特人血統），15%
英國裔，60%（英格蘭裔，50%；蘇格蘭裔，5%；威爾斯裔，5%）
愛爾蘭裔，10%
南非裔，7%
澳洲裔，5%
美國裔，3%

## 氣候
馬恩島屬於溫帶海洋性氣候（柯本 Cfb）。平均降雨量高於不列顛群島的平均水平，因為馬恩島離愛爾蘭足夠遠，盛行的西南風可以積聚水分。斯奈菲爾的平均降雨量最高，每年約為1,900（75英寸）。在較低的水平上，它可能是每年大約800（31英寸）。在較乾燥的地方，根據朗奴士威官方氣象站數據，馬恩島每年有1,651小時比愛爾蘭或英格蘭大部分地區更陽光明媚。1983年7月12日，朗奴士威的最高記錄溫度為28.9 °C（84.0 °F）。由於愛爾蘭海的表面溫度適中，該島不會受到有時會襲擊英格蘭北部的高溫爆發。穩定的水溫也意味著很少有空氣霜凍，平均每年只有十次。
2019年5月10日，首席部長霍華德·奎爾表示，馬恩島政府承認由於人為氣候變化的威脅而存在緊急狀態。
| 馬恩島朗奴士威 (1991-2020) | 馬恩島朗奴士威 (1991-2020) | 馬恩島朗奴士威 (1991-2020) | 馬恩島朗奴士威 (1991-2020) | 馬恩島朗奴士威 (1991-2020) | 馬恩島朗奴士威 (1991-2020) | 馬恩島朗奴士威 (1991-2020) | 馬恩島朗奴士威 (1991-2020) | 馬恩島朗奴士威 (1991-2020) | 馬恩島朗奴士威 (1991-2020) | 馬恩島朗奴士威 (1991-2020) | 馬恩島朗奴士威 (1991-2020) | 馬恩島朗奴士威 (1991-2020) | 馬恩島朗奴士威 (1991-2020) |
| 月份                       | 1月                        | 2月                        | 3月                        | 4月                        | 5月                        | 6月                        | 7月                        | 8月                        | 9月                        | 10月                       | 11月                       | 12月                       | 全年                       |
| -------------------------- | -------------------------- | -------------------------- | -------------------------- | -------------------------- | -------------------------- | -------------------------- | -------------------------- | -------------------------- | -------------------------- | -------------------------- | -------------------------- | -------------------------- | -------------------------- |
| 历史最高温 °C（°F）        | 13.3 (55.9)                | 13.2 (55.8)                | 17.1 (62.8)                | 20.0 (68.0)                | 24.0 (75.2)                | 27.5 (81.5)                | 28.9 (84.0)                | 27.8 (82.0)                | 26.5 (79.7)                | 22.7 (72.9)                | 16.3 (61.3)                | 15.0 (59.0)                | 29.0 (84.2)                |
| 平均高温 °C（°F）          | 8.5 (47.3)                 | 8.4 (47.1)                 | 9.4 (48.9)                 | 11.5 (52.7)                | 14.3 (57.7)                | 16.5 (61.7)                | 18.2 (64.8)                | 18.2 (64.8)                | 16.6 (61.9)                | 13.8 (56.8)                | 11.1 (52.0)                | 9.2 (48.6)                 | 13.0 (55.4)                |
| 日均气温 °C（°F）          | 6.4 (43.5)                 | 6.2 (43.2)                 | 7.0 (44.6)                 | 8.7 (47.7)                 | 11.2 (52.2)                | 13.6 (56.5)                | 15.4 (59.7)                | 15.5 (59.9)                | 14.0 (57.2)                | 11.5 (52.7)                | 8.9 (48.0)                 | 7.1 (44.8)                 | 10.5 (50.8)                |
| 平均低温 °C（°F）          | 4.3 (39.7)                 | 3.9 (39.0)                 | 4.5 (40.1)                 | 5.8 (42.4)                 | 8.1 (46.6)                 | 10.6 (51.1)                | 12.5 (54.5)                | 12.7 (54.9)                | 11.4 (52.5)                | 9.2 (48.6)                 | 6.7 (44.1)                 | 4.9 (40.8)                 | 7.9 (46.2)                 |
| 历史最低温 °C（°F）        | −7.8 (18.0)                | −5.8 (21.6)                | −6.0 (21.2)                | −3.4 (25.9)                | −0.8 (30.6)                | 1.4 (34.5)                 | 5.3 (41.5)                 | 4.9 (40.8)                 | 1.0 (33.8)                 | −1.5 (29.3)                | −4.0 (24.8)                | −7.0 (19.4)                | −7.8 (18.0)                |
| 平均降水量 mm（）          | 82.5 (3.25)                | 65.5 (2.58)                | 62.5 (2.46)                | 55.1 (2.17)                | 54.6 (2.15)                | 62.4 (2.46)                | 59.1 (2.33)                | 67.4 (2.65)                | 70.6 (2.78)                | 103.3 (4.07)               | 105.2 (4.14)               | 95.0 (3.74)                | 883.2 (34.78)              |
| 平均降雨天数（≥ 1.0 mm）   | 14.2                       | 11.4                       | 10.9                       | 10.0                       | 9.8                        | 9.3                        | 10.2                       | 10.8                       | 11.2                       | 13.4                       | 15.8                       | 14.7                       | 141.7                      |
| 月均日照時數               | 54.6                       | 82.8                       | 127.3                      | 181.9                      | 235.3                      | 213.4                      | 203.5                      | 190.2                      | 145.9                      | 105.4                      | 63.9                       | 47.0                       | 1,651.2                    |
| 来源1：Met Office          |                            |                            |                            |                            |                            |                            |                            |                            |                            |                            |                            |                            |                            |
| 来源2：Météo Climat        |                            |                            |                            |                            |                            |                            |                            |                            |                            |                            |                            |                            |                            |

### 引用
1. ↑  . cia.gov.   [2015-02-28]. （原始内容存档于2018-12-26）.
2. ↑  . www.cia.gov.   [2021-03-30]. （原始内容存档于2021-03-19）.
3. ↑  . The Guardian. 2003-01-27  [2021-03-30]. （原始内容存档于2021-04-11） （英语）.
4. 1 2 3  . gov.im.   [2022-02-02]. （原始内容存档于2022-05-01）.
5. ↑  . data.worldbank.org.   [2021-08-09]. （原始内容存档于2021-08-09）.
6. ↑  . The Poverty Site.   [2011-04-21]. （原始内容存档于2011-04-26）.
7. ↑   (PDF). HDR.UNDP.org. United Nations Development Programme: 143 ff.   [2011-04-21]. （原始内容存档 (PDF)于2010-11-21）.
8. 民政部 地名研究所 (编). . 北京: 中国社会出版社. 2017: 1693. ISBN 978-7-5087-5525-0. NLC 009152391.
9. . 国家税务总局.   [2017-09-01]. （原始内容存档于2017-09-01）.
10. . 香港特別行政區立法會.   [2017-09-01]. （原始内容存档于2007-07-13）.
11. . 稅務局.   [2017-09-01]. （原始内容存档于2017-09-01）.
12. . 蘋果日報. 2015-09-11  [2017-09-01]. （原始内容存档于2017-09-01）.
13. . 海事處.   [2017-09-01]. （原始内容存档于2017-09-01）.
14. . 香港天文台.   [2017-09-01]. （原始内容存档于2017-09-01）.
15. (PDF). 香港特別行政區立法會.   [2020-09-29]. （原始内容存档 (PDF)于2019-10-30）.
16. . 運輸署.   [2017-09-01]. （原始内容存档于2017-09-01）.
17. . 澳門日報. 2020-10-12  [2022-10-15]. （原始内容存档于2022-10-15）.
18. 行政院海岸巡防署. . 秀威資訊科技股份有限公司. 2006: 254. ISBN 978-986-00-5564-1 （中文（臺灣））.
19. ↑  .   [2022-04-18]. （原始内容存档于2024-05-06）.
20. ↑  Britannica, T. Editors of Encyclopaedia. "Isle of Man." Encyclopedia Britannica, January 10, 2022. https://www.britannica.com/place/Isle-of-Man （页面存档备份，存于）.
21. ↑  . Store norske leksikon. 2014-09-28  [2019-08-15]. （原始内容存档于2013-05-15） （挪威语）.
22. ↑  . Scottish-places.info.   [2022-02-26]. （原始内容存档于2022-02-24）.
23. ↑  . Tynwald.org.im. 2017  [2017-12-02]. （原始内容存档于2021-04-26）.
24. ↑  在1893年，紐西蘭成為第一個給予所有女性投票權的國家。
25. ↑  Matthew Collin. . Brookings.edu. 2021-05-05  [2022-03-15]. （原始内容存档于2022-06-11）.
26. ↑  . Britain Visitor.   [2022-03-15]. （原始内容存档于2022-06-10）.
27. ↑  Garside, Juliette. . The Guardian (London). 2017-11-07  [2022-03-15]. （原始内容存档于2022-06-15）.
28. ↑   (PDF). gov.im.   [2017-12-03]. （原始内容存档 (PDF)于2017-12-04）.
29. ↑  Williams, David. . The Telegraph. 2017-10-03  [2019-08-15]. ISSN 0307-1235. （原始内容存档于2019-02-09） （英国英语）. The Isle of Man is best known, of course, for its famous race, the annual Tourist Trophy, or 'TT'.
30. ↑  Long, Peter. . . Hidden Places - National Guides 4. Aldermaston: Travel Publishing Ltd. 1998: 2812004  [2020-03-09]. ISBN 9781904434122. （原始内容存档于2020-08-03）. Best known for its motorcycle races, its tailless cats and its kippers [...].
31. ↑  .   [2017-12-02]. （原始内容存档于2017-12-03）.
32. ↑  Kinvig, R. H.  3rd. Liverpool University Press. 1975: 18. ISBN 0-85323-391-8.
33. 1 2  Koch, John T. . ABC-CLIO. 2006: 676. ISBN 978-1-85109-440-0.
34. ↑  Rivet, A. L. F.; Smith, Colin. . Batsford: 410–411. 1979.
35. ↑  Moore 1903:84
Sacheverell 1859:119–120
Waldron 1726:1
Kinvig, R. H.  3rd. Liverpool University Press. 1975: 18–19. ISBN 0-85323-391-8.
36. ↑  Indogermanisches Etymologisches Wörterbuch: Record number 1277 (Root / lemma: men-1)
37. ↑  Koch, John T. . ABC-CLIO. 2006: 679. ISBN 978-1-85109-440-0.
38. ↑  Kneale, Victor. . Koch, John T.  (编). . Santa Barbara: ABC-CLIO. 2006: 676. The Old Irish name  is often interpreted as 'He of [the isle of] Mann'. If the name of Mann reflects the generic word for 'mountain', it is impossible to distinguish this from a generic 'he of the mountain'; but the patronymic , interpreted as 'son of the Sea', is taken to reinforce the association with the island. See, e.g.: Wagner, Heinrich. "Origins of Pagan Irish Religion". Zeitschrift für Celtische Philologie. v. 38. 1-28.
39. ↑  Cited after Catholic World 37 (1883) p. 261.
40. ↑   57. W. Spooner. 1865: 83  [2019-08-15]. （原始内容存档于2020-08-03）.
41. ↑  Bradley, Richard. . Cambridge University Press. 2007: 8. ISBN 978-0-521-84811-4.
42. ↑  . Isle of Man Government Manx National Heritage. 2012-03-16  [2019-08-15]. 原始内容存档于2012-03-16.
43. ↑  . Isle of Man Government Manx National Heritage. 2012-11-08  [2019-08-15]. 原始内容存档于2012-11-08.
44. ↑  . Manx National Heritage.   [2017-11-10]. （原始内容存档于2004-06-30）.
45. ↑  Esmonde Cleary, A.; Warner, R.; Talbert, R.; Gillies, S.; Elliott, T.; Becker, J. . Pleides. Pleiades.   [2016-02-26]. （原始内容存档于2018-11-06）.
46. ↑  Conservation, Institute of Historic Building. . www.designingbuildings.co.uk.   [2022-03-29]. （原始内容存档于2022-06-11）.
47. ↑  . Isle of Man Government Manx National Heritage. 2012-03-16  [2019-08-15]. 原始内容存档于2012-03-16.
48. ↑  Moore, A.W. . London: Elliot Stock. 1890: 303.
49. ↑  Barron, Evan MacLeod. . Barnes & Noble. 1997: 411.
50. 1 2  . Gov.im.   [2017-11-10]. （原始内容存档于2012-05-26）.
51. ↑  Archer, Mike.  2nd. A&C Black. 2010. ISBN 978-1-4081-1040-9.
52. ↑  . Isle of Man Guide. Maxima Systems.   [2008-06-05]. （原始内容存档于2008-05-09）. From the top on a clear day it is said one can see the six kingdoms. The kingdom of Scotland, England, Wales, Northern Ireland, Mann and Heaven.
53. ↑  . VisitIsleOfMan.com. Isle of Man Government.   [2008-06-05]. （原始内容存档于2008-05-05）.
54. ↑  . Isle-of-Man.com.   [2008-06-05]. （原始内容存档于2008-05-14）. It is the answer to the often posed question as to where can one see seven kingdoms at the same time? The seven Kingdoms being the four mentioned by Earl James, the Kingdom of Man, of Earth (in some answers that of Neptune) and of Heaven.
55. ↑  . Luxury Travel Advisor. 2018-04-05  [2022-02-26]. （原始内容存档于2022-06-10）.
56. ↑  . Isleofmanfinance.gov.im.   [2017-11-10]. （原始内容存档于2008-10-14）.
57. ↑  . BL.uk.   [2015-02-28]. （原始内容存档于2015-09-24）.
58. ↑   (PDF).   [2018-11-14]. （原始内容存档 (PDF)于2013-04-20）.
59. ↑  One small step for Man 的存檔，存档日期2021-10-29., Irish Times, 22 August 1997
60. ↑   (报告). London. 1973.
61. ↑  . Royal Navy. 2009  [2011-09-11]. （原始内容存档于2010-08-30）.
62. ↑  . Isle of Man Guide.   [2011-09-11]. （原始内容存档于2011-11-03）.
63. ↑  See . The Napoleon Series.   [2019-08-15]. （原始内容存档于2012-09-05）. for more detail.
64. ↑  Scobie, Ian Hamilton Mackay. . Edinburgh: Blackwood: 363. 1914.
65. ↑  . Isle-of-man.com.   [2015-02-28]. （原始内容存档于2016-03-04）.
66. ↑  .   [2021-01-28]. （原始内容存档于2020-11-28）.
67. ↑  . BBC News (British Broadcasting Corporation). October 2015  [2016-10-24]. （原始内容存档于2016-10-25）.
68. ↑  . Gov.im.   [2022-03-15]. （原始内容存档于2022-03-20）.
69. ↑  EU referendum: Brexit sends IoM on 'unknown journey 的存檔，存档日期2020-07-27., BBC News, 24 June 2016
70. ↑   (PDF). Gov.im.   [2017-11-10]. （原始内容 (PDF)存档于2008-09-10）.
71. ↑  . Isle of Man Finance. Isle of Man Government.   [2010-09-12]. （原始内容存档于2016-03-04）.
72. ↑   (PDF). Isle of Man Government: 12. October 2006  [2010-09-12]. （原始内容存档 (PDF)于2011-05-11）.
73. ↑   (PDF). Department for Exiting the European Union. 2017-03-30  [2017-05-16]. （原始内容存档 (PDF)于2017-04-25）.
74. ↑   (PDF). European Commission. 2018-11-14  [2019-07-19]. （原始内容存档 (PDF)于2020-12-01）.
75. ↑  . www.gov.im.   [2020-04-30]. （原始内容存档于2020-06-20）.
76. ↑  . House of Commons.   [2013-03-18]. （原始内容存档于2013-02-06）.
77. ↑  . Policy Council of Guernsey.   [2013-03-18]. （原始内容存档于2013-02-09）.
78. ↑  . Isle of Man Government. 2012-11-23  [2013-03-19]. （原始内容存档于2013-03-02）.
79. ↑  . BBC News.   [2018-08-10]. （原始内容存档于2019-03-30）.
80. ↑  . Mecvannin.im.   [2015-02-28]. （原始内容存档于2012-02-09）.
81. ↑  . Positiveactiongroup.org.   [2015-02-28]. （原始内容存档于2015-03-21）.
82. ↑  . Isle of Man Government Department of Education and Children. 2010-11-21  [2019-08-15]. （原始内容存档于2010-11-21）.
83. ↑  Butler, Nadia; Quigg, Zara; Bates, Rebecca; Sayle, Madeleine; Ewart, Henrietta.  (PDF). Liverpool John Moores University. September 2021  [2022-04-06]. （原始内容 (PDF)存档于2022-04-02）.
84. ↑  . LOcate IM.   [2017-10-04]. （原始内容存档于2017-10-04）.
85. ↑   (PDF). Tynwald - Parliament of the Isle of Man.   [2022-04-06]. （原始内容 (PDF)存档于2022-05-01）.
86. ↑   (PDF). Isle of Man Cabinet Office. June 2021  [2022-04-06]. （原始内容 (PDF)存档于2021-07-09）.
87. ↑  . Isle of Man Government. 2013-08-16  [2019-08-15]. （原始内容存档于2013-08-16）.
88. ↑  . Isle of Man Government.   [2011-09-11]. （原始内容存档于2007-03-03）.
89. ↑  . BBC News. 2020-03-13  [2020-04-30]. （原始内容存档于2020-03-13） （英国英语）.
90. ↑  . Gov.im. IsleofMan Government.   [2015-02-28]. （原始内容存档于2012-04-19）.
91. ↑  . Gov.im. Isle of Man Government. 2017  [2017-12-02]. （原始内容存档于2018-06-26）.
92. ↑  . Gov.im.   [2017-12-02]. （原始内容存档于2017-11-29）.
93. ↑  . Tax Foundation. 2021-12-09  [2022-03-15]. （原始内容存档于2022-06-28）.
94. ↑  . CPA. 2019-06-21  [2022-03-15]. （原始内容存档于2022-06-17）.
95. ↑  . Elibrary.imf.org. 2021-07-23  [2022-02-26]. （原始内容存档于2022-02-24）.
96. 1 2  Pete Hodson. . Theconversation.com. 2017-11-09  [2022-02-26]. （原始内容存档于2022-05-01）.
97. ↑  Gambling Supervision Commission. . Gov.im. 2021-01-19  [2022-02-26]. （原始内容存档于2022-06-20）.
98. ↑  Ryan Chittum, Tim Robinson, and Juliette Garside. . Irishtimes.com. 2017-11-06  [2022-02-26]. （原始内容存档于2024-05-06）.
99. ↑  . The Guardian.   [2022-02-26]. （原始内容存档于2022-06-11）.
100. ↑  Jancsics, David. . Global Encyclopedia of Public Administration, Public Policy, and Governance. 2018: 1–5. ISBN 978-3-319-31816-5. doi:10.1007/978-3-319-31816-5_3566-1.
101. ↑  . 2020-08-25  [2022-04-17]. （原始内容存档于2022-06-09）.
102. ↑  . The Guardian.   [2022-02-26]. （原始内容存档于2021-02-25）.
103. ↑  . The Guardian.   [2022-02-26]. （原始内容存档于2022-06-28）.
104. ↑  . Bbc.com.   [2022-02-26]. （原始内容存档于2022-06-17）.
105. ↑  .   [2017-12-02]. （原始内容存档于2017-12-03）.
106. ↑  . gov.im.   [2022-02-02]. （原始内容存档于2022-05-01）.
107. ↑   (PDF).   [2017-12-02]. （原始内容存档 (PDF)于2017-12-03）.
108. ↑  . whereyoucan.im (Department for Enterprise).   [2017-12-02]. （原始内容存档于2017-12-03）.
109. ↑  . www.gov.im.   [2022-04-17]. （原始内容存档于2022-05-01）.
110. ↑  . 2013-09-27  [2017-12-03]. （原始内容存档于2017-12-04）.
111. ↑   (PDF).   [2017-12-03]. （原始内容 (PDF)存档于2017-12-22）.
112. ↑  . Ontheisleofman.com.   [2017-11-10]. （原始内容存档于2017-06-30）.
113. ↑  . Merseyworld.com.   [2015-02-28]. （原始内容存档于2015-03-19）.
114. ↑  . National-lottery.co.uk.   [2017-11-10]. （原始内容存档于2014-07-03）.
115. ↑  . BBC News. 2010-06-20  [2015-02-28]. （原始内容存档于2014-09-22）.
116. ↑  . Parliament.uk.   [2015-02-28]. （原始内容存档于2015-02-18）.
117. ↑  . MLT.org.im. Manx Lottery Trust.   [2015-02-28]. （原始内容存档于2015-03-02）.
118. ↑  . Darkskydiscovery.org.uk.   [2017-11-10]. （原始内容存档于2017-11-10）.
119. ↑  . Visitisleofman.com.   [2017-11-10]. （原始内容存档于2016-09-11）.
120. ↑  . IOMToday. 2017-03-09  [2017-03-11]. （原始内容存档于2017-03-12）.
121. ↑   (PDF). BT.com. BT Group.   [2017-05-30]. （原始内容存档 (PDF)于2015-09-14）.
122. ↑  . O2.com. Telefónica Europe.   [2017-05-30]. （原始内容存档于2017-05-25）.
123. ↑  . Johnston Press.   [2011-09-12].[]
124. ↑  . IOMToday. 曼島報紙.   [2008-09-04]. （原始内容存档于2008-08-22）.
125. ↑  . Gov.im.   [2017-11-12]. （原始内容存档于2017-11-10）.
126. ↑  . Steam-packet.com.   [2017-11-10]. （原始内容存档于2017-10-15）.
127. ↑  . Gov.im.   [2017-11-10]. （原始内容存档于2017-10-15）.
128. ↑  . Isleofman.com.   [2017-11-10]. （原始内容存档于2008-02-25）.
129. ↑  . Isle of Man Guide. Maxima Systems. 2005  [2010-06-08]. （原始内容存档于2018-11-18）.
130. ↑  . Isle of Man Government. 1988-01-01  [2019-08-15]. （原始内容存档于2018-12-19）.
131. 1 2  . Gov.im. Isle of Man Government. 2017  [2017-11-08]. （原始内容存档于2019-03-15）.
132. ↑  Goodman, Mike. . The Daily Telegraph. 2011-07-22  [2011-09-12]. （原始内容存档于2011-07-24）.
133. ↑  . GoogleLunarXPrize.com. 2010-10-18  [2011-09-12]. （原始内容存档于2012-04-02）.
134. ↑  . BBC News. 2011-01-06  [2011-09-12]. （原始内容存档于2011-07-20）.
135. ↑  . 4C Offshore. 2017-02-01  [2018-11-14]. （原始内容存档于2018-09-15）.
136. ↑   (PDF). www.gov.im.   [2022-01-29]. （原始内容存档 (PDF)于2024-05-06）.
137. ↑  . High Times. 2022-02-21  [2022-02-26]. （原始内容存档于2022-06-09）.
138. ↑  . BBC News. 2022-02-16  [2022-02-26]. （原始内容存档于2022-06-10）.
139. ↑  . CNBC. 2022-02-28  [2022-04-17]. （原始内容存档于2022-05-01）.
140. ↑  Minahan, James. . Greenwood Publishing Group. 2000-01-31  [2020-05-07]. ISBN 9780313309847. （原始内容存档于2015-03-21） –Google Books.
141. ↑  . Isle of Man Government. 2009-08-19  [2009-08-20]. （原始内容存档于2011-05-11）.
142. ↑  Carpenter, Rachel N.  (PDF). 2011  [2011-09-17]. （原始内容存档 (PDF)于2011-10-14）.
143. ↑  Kelly, Phil. . BBC News.   [2011-09-17]. （原始内容存档于2011-08-11）.
144. ↑  Davies, Alan.  2nd The Manx. Edinburgh University Press. 2007. ISBN 978-0-7486-3354-8.
145. ↑  . VisitIsleOfMan.com.   [2011-09-17]. （原始内容存档于2012-03-29）.
146. ↑  Arthur William, Moore.  Reprint. Forgotten Books. 1971: 274. ISBN 1-60506-183-2.
147. ↑  . IOMToday. 2011-01-08  [2011-09-17]. （原始内容存档于2012-08-04）.
148. ↑  Skeealyn Vannin,  (PDF) 第7冊 (第2期), Journal of the Genealogical Society of Ireland, 2006年  [2014-02-02], （原始内容 (PDF)存档于2007-08-08） （英语）
149. ↑   (PDF). Gov.im.   [2019-07-19]. （原始内容存档 (PDF)于2020-06-06）.
150. ↑  Fiorentini, Graziella; De Miro, Ernesto; Calderone, Anna; Caccamo Caltabiano, Maria (编). . L'Erma di Bretschneider. 2003: 735–736. ISBN 978-88-8265-134-3.
151. ↑  Wilson, RJA. . Cambridge Archaeological Journal. 2000, 10 (1): 35–61. S2CID 162858347. doi:10.1017/S0959774300000020.
152. 1 2  Kinvig, R.H. . Rutland, Vermont: Charles E. Tuttle. 1975: 91–92. ISBN 0-8048-1165-2.
153. ↑  . Gov.im. Public Services, Isle of Man Government.   [2016-01-15]. （原始内容存档于2016-03-04）.
154. ↑  . Isle-of-Man.com).   [2011-09-15]. （原始内容存档于2011-06-11）.. This webpage cited: Wagner, A. R. . Manx Museum. 1959–1960, 6.. This webpage also cited: Megaw, B. R. S. . Manx Museum. 1959–1960, 6.
155. ↑   (PDF). Isle of Man Government. July 2013  [2021-07-15]. （原始内容存档 (PDF)于2021-04-15）.
156. ↑  . Thearda.   [2022-06-19]. （原始内容存档于2021-06-14）.
157. ↑  Moore, A. .   [2009-02-24]. （原始内容存档于2018-04-10）.
158. ↑  Gumbley, Ken. . Welcome to Kirk Braddan. 2012-03-01  [2019-08-15]. （原始内容存档于2017-06-14）.
159. ↑  Act of Parliament (1541) 33 Hen.8 c.31
160. ↑  . Anglican Communion. 2012-05-28  [2019-08-15]. 原始内容存档于2012-05-28.
161. ↑  . Liverpool Catholic.   [2019-08-15]. （原始内容存档于2021-10-25）.
162. ↑  . Isle of Man Government. 2012-05-28  [2019-08-15]. 原始内容存档于2003-06-08.
163. ↑  . Electricscotland.com.   [2015-02-28]. （原始内容存档于2015-03-23）.
164. ↑  King Arthur, Norma Lorre Goodrich, Harper and Row, 1989, p. 318
165. ↑  . Iomtoday.co.im.   [2017-11-10]. （原始内容存档于2015-12-27）.
166. ↑  Nisbet, Robert A; Rhys, John. .  3. Douglas: Brown & Sons. 1897: 303–314  [2019-06-20]. OCLC 1110392917. （原始内容存档于2021-02-25） （英语）.
167. ↑  Chiverrell, R.; Belchem, J.; Thomas, G.; Duffy, S.; Mytum, H. . A New History of the Isle of Man. Liverpool University Press. 2000: 353  [2019-08-15]. ISBN 978-0-85323-726-6. （原始内容存档于2020-08-03）.
168. ↑  . Ceolas.org.   [2015-02-28]. （原始内容存档于2015-04-13）.
169. ↑  . BBC News. 2021-07-08  [2022-02-20]. （原始内容存档于2022-01-31）.
170. ↑  isleofman.com. . Isleofman.com.   [2017-11-10]. （原始内容存档于2017-12-26）.
171. ↑  . www.locate.im.   [2020-05-20]. （原始内容存档于2020-08-24）.
172. ↑  . BBC News. 2018-09-17  [2022-05-05]. （原始内容存档于2022-06-15）.
173. ↑  . American Motorcyclist : The Monthly Journal of the American Motorcyclist Association (American Motorcyclist Association). November 1971: 22  [2011-09-12]. ISSN 0277-9358. （原始内容存档于2013-05-09）.
174. ↑  Evans, Ann. . Coventry Evening Telegraph. Coventry Newspapers. 2009-05-30  [2011-09-12]. （原始内容存档于2012-10-25） –TheFreeLibrary.com.
175. ↑  Kallaway, Jane. . Langley Chase Organic Farm.   [2011-09-12]. （原始内容存档于2011-09-04）.
176. ↑   (PDF). Isle of Man Department of Finance.   [2011-09-12]. （原始内容 (PDF)存档于2012-10-12）.
177. ↑  . Isle News. 2010  [2011-09-12]. （原始内容存档于2012-03-25）.
178. ↑  . IOMToday. 2003-10-15  [2011-09-12]. （原始内容存档于2012-08-03）.
179. ↑  . IsleOfMan.com. 2007-03-22  [2011-09-12]. （原始内容存档于2012-03-22）.
180. ↑  . Provigo.   [2016-11-17]. （原始内容存档于2016-11-18）.
181. ↑   (PDF). Gov.im. Isle of Man Government.   [2015-06-10]. （原始内容 (PDF)存档于2013-04-30）.
182. ↑  . Manx Radio.   [2022-05-05]. （原始内容存档于2022-06-19） （英语）.
183. ↑  Wright, David. 100 Years of the Isle of Man TT: A Century of Motorcycle Racing. The Crowood Press, 2007
184. ↑  Disko, Sasha. The Image of the "Tourist Trophy" and British Motorcycling in the Weimar Republic. International Journal of Motorcycle Studies, Nov 2007
185. ↑  Vaukins, Simon. The Isle of Man TT Races: Politics, Economics and National Identity. International Journal of Motorcycle Studies, Nov 2007
186. ↑  Faragher, Martin. "Cultural History: Motor-Cycle Road Racing." A New History of the Isle of Man Volume V: The Modern Period 1830–1999. Ed. John Belchem. Liverpool: Liverpool University Press, 2000
187. ↑   (PDF). manxgrandprix.org: 4. 2009  [2019-08-15]. （原始内容 (PDF)存档于2012-03-10）.
188. ↑  . YouTube.   [2022-02-20]. （原始内容存档于2022-02-05）.
189. ↑  . Celticlife.ca.   [2011-09-12]. （原始内容存档于2021-10-29）.
190. ↑  . www.villagaiety.com.   [2022-05-05]. （原始内容存档于2022-06-10）.
191. ↑  . www.visitisleofman.com.   [2022-05-05]. （原始内容存档于2022-06-12）.
192. ↑  . Gov.im.   [2013-03-06]. （原始内容存档于2013-03-06）.
193. ↑  . Iomtoday.co.im.   [2013-03-06]. （原始内容存档于2013-04-12）.
194. ↑  Commings, Karen. . Barron's Educational. 1999: 7–10. ISBN 978-0764107535.
195. ↑  . BBC News. 2009-11-16  [2019-08-15]. （原始内容存档于2010-05-06） （英国英语）.
196. ↑  . The Guardian. 2016-08-14  [2017-11-10]. （原始内容存档于2017-11-08）.
197. ↑  Marshall, Francesca. . The Telegraph. 2018-09-07  [2019-08-15]. ISSN 0307-1235. （原始内容存档于2018-09-09） （英国英语）.
198. ↑  Tynwald Hansard 16 January 2018, Question 9
199. ↑  Morris, Hugh. . The Daily Telegraph.   [2016-06-28]. （原始内容存档于2016-05-31）.
200. 1 2 3 4  . The World Factbook. Central Intelligence Agency.   [2019-09-12]. （原始内容存档于2021-01-12）.  本文含有此來源中屬於公有领域的内容。
201. 1 2  . UK Met Office.   [2022-01-15]. （原始内容存档于2021-12-19）.
202. ↑  . In the Manx Independent this week. 2019-05-10  [2019-08-15]. （原始内容存档于2021-09-16）.
203. ↑  . Met Office.   [2021-12-19]. （原始内容存档于2021-12-19）.
204. ↑  . Météo Climat.   [2017-03-31]. （原始内容存档于2021-02-24）.

## 外部連結
- 馬恩島政府 （页面存档备份，存于）：一個綜合網站，涵蓋從漁業到金融監管的馬恩島生活的許多方面
- OpenStreetMap上有關曼島的地理
- . 世界概況. 中央情報局. 2019-07-25  [2019-08-15]. （原始内容存档于2021-01-12）.
- 馬恩島新聞
- 鑰匙院議員的工作和職責信息
- 英國遺產檔案館（英语：English Heritage Archive）中的馬恩島圖片